# Serena Williams
Serena Jameka Williams (* 26. September 1981 in Saginaw, Michigan) ist eine ehemalige US-amerikanische Tennisspielerin.
Williams ist hinsichtlich der Grand-Slam-Erfolge im Einzel die erfolgreichste Tennisspielerin der sogenannten Open Era seit 1968. In ihrer Karriere gewann sie 23 Grand-Slam-Turniere im Einzel, 14 im Doppel und zwei im Mixed. Williams ist neben Steffi Graf und Margaret Court die einzige Spielerin, die zweimal (2002/03 sowie 2014/15) alle vier Grand-Slam-Turniere hintereinander gewinnen konnte. Allerdings gelang ihr im Gegensatz zu Graf und Court nur ein sogenannter „unechter Grand Slam“, was bedeutet, der Gewinn der vier aufeinanderfolgenden Grand-Slam-Turniere erfolgte nicht in einem Kalenderjahr. Außerdem ist sie eine von nur drei Spielerinnen, die bei jedem Grand-Slam-Turnier mindestens dreimal erfolgreich waren. 2012 gewann sie olympisches Gold im Einzel; drei weitere Goldmedaillen gewann sie in den Jahren 2000, 2008 und 2012 an der Seite ihrer älteren Schwester Venus Williams im Doppel. Fünfmal beendete Williams eine Saison auf Platz 1 der Tennisweltrangliste, sechsmal wurde sie von der ITF zur Spielerin des Jahres gekürt.
Ferner ist Williams neben Martina Hingis die einzige Tennisspielerin, welche die bedeutendsten fünf Auszeichnungen der WTA gewonnen hat. Sie erhielt 2015 die drei weltweit bedeutendsten Sportmedien-Ehrungen von Associated Press (Athlete of the Year), L’Équipe (Weltsportler des Jahres) und Sports Illustrated (Sportler des Jahres). Williams hat mit rund 95 Millionen US-Dollar außerdem die höchste Karrierepreisgeldsumme aller Tennisspielerinnen erspielt. Zwischen Juni 2014 und Juni 2015 war sie mit 24,6 Mio. US-Dollar nach Marija Scharapowa die Sportlerin mit dem zweithöchsten Einkommen; davon entfielen 11,6 Mio. US-Dollar auf Preisgelder und rund 13 Mio. auf Werbehonorare und sonstige Einnahmen.

## Werdegang
Als Kinder zogen die Williams-Schwestern mit ihren Eltern nach Compton in der Nähe von Los Angeles. Venus und Serena Williams trainierten dort und hatten schon in ihrer Schulzeit Erfolge im Tennis. 1991 wurde Serena von ihrem Vater Richard Williams in der Tennisschule von Rick Macci, der schon Jennifer Capriati und Mary Pierce trainiert hatte, untergebracht. Die Familie zog nach West Palm Beach.

## Karriere

### Beginn der Profikarriere (1995–1998)
Im Oktober 1995 begann Serena Williams im Alter von 14 Jahren ihre Profikarriere mit der Qualifikationsrunde bei den Canadian Open in Québec, wo sie ihr erstes Match mit 1:6, 1:6 verlor. Erst im März 1997 machte sie einen erneuten Anlauf bei einem Profiturnier, scheiterte aber in Indian Wells erneut in der ersten Runde der Qualifikation. Im November 1997 gelang ihr dann der Durchbruch in Chicago, als sie nacheinander die Top-Ten-Spielerinnen Mary Pierce und Monica Seles besiegte und erst im Halbfinale ausschied. Damit gelang ihr erstmals der Sprung unter die Top 100 der WTA-Weltrangliste. Sie beendete die Saison auf Position 99.
1998 nahm sie erstmals an allen vier Grand-Slam-Turnieren teil. Ihr bestes Abschneiden erzielte sie bei den French Open, wo sie sich im Achtelfinale mit einer Dreisatzniederlage gegen die spätere Siegerin Arantxa Sánchez Vicario verabschiedete. Für mehr Aufsehen sorgten ihre Saisonleistungen im Doppel und im Mixed. So gewann sie an der Seite ihrer Schwester ihre ersten beiden Turniere in der Doppelkonkurrenz. Im Mixed erreichte sie sogar bei drei Grand-Slam-Turnieren das Finale. Ging das Endspiel bei den French Open an der Seite von Luis Lobo noch verloren, konnte sie mit Maks Mirny in Wimbledon und bei den US Open jeweils den Turniersieg feiern. Bis heute sind dies ihre einzigen Titel in der Mixed-Konkurrenz. Mit insgesamt sechs Viertelfinalteilnahmen im Saisonverlauf beendete Williams die Saison auf Platz 20 der Einzel- und auf Platz 36 der Doppelweltrangliste.

### Erster Grand-Slam-Erfolg und Etablierung als Top-Ten-Spielerin (1999–2001)
Die Saison 1999 sollte ihr die ersten großen Einzelerfolge bringen. Bereits im Februar gelang ihr der erste Turniererfolg, als sie in Paris den Titel gewann. Einen Monat später gelang ihr bei dem etwas größeren Turnier in Indian Wells der nächste, als sie im Finale Steffi Graf in drei Sätzen besiegte. Nach einer eher durchwachsenen Sandplatzsaison und einer Verletzung kehrte sie in Los Angeles auf die Tour zurück und gewann den dritten Saisontitel. Einen noch größeren Erfolg brachten aber die US Open. Dort schlug sie die Top-5-Spielerinnen Lindsay Davenport und Monica Seles und erreichte ihr erstes Endspiel bei einem Grand-Slam-Turnier. Im Finale traf sie auf die Weltranglistenerste Martina Hingis, die sie mit 6:3, 7:6 besiegte und damit ihren ersten Einzeltitel bei einem Grand-Slam-Turnier perfekt machte. Williams ist bis heute die jüngste Spielerin in der Open Era, die in einem Turnier vier Grand-Slam-Siegerinnen bezwingen konnte (Martínez, Seles, Davenport und Hingis). Im Doppel sicherte sie sich dort ihren zweiten Major-Erfolg, nachdem sie bereits die French Open zusammen mit ihrer Schwester Venus gewonnen hatte. Zum Ende der Saison gewann sie beim Grand Slam Cup in München noch ihren fünften Saisontitel und trug auch einen Doppelerfolg gegen Russland zum Gewinn des Fed Cups der USA bei. Die Saison beendete sie auf Platz 4 der Weltrangliste, im Doppel reichten drei Saisontitel am Ende zu Position 10.
Die Saison 2000 brachte Williams drei weitere Turniersiege und die endgültige Etablierung unter den Top Ten. Die ganz großen Erfolge bei den Grand-Slam-Turnieren blieben ihr jedoch verwehrt. Am weitesten kam sie in Wimbledon, wo sie sich im Halbfinale ihrer Schwester Venus geschlagen geben musste. So verlor sie im Ranking gegenüber dem Vorjahr zwei Plätze und beendete die Saison auf Position 6. Mehr Erfolg hatte sie im Doppel; sie gewann mit Venus nicht nur zum ersten Mal die Doppelkonkurrenz in Wimbledon, sondern im September bei den Olympischen Spielen in Sydney auch die Goldmedaille. Die Williams-Schwestern konnten dort das Endspiel gegen die Vertreterinnen der Niederlande klar mit 6:1, 6:1 für sich entscheiden.
2001 verlief ähnlich erfolgreich. Erneut konnte Williams drei Turniere für sich entscheiden, darunter erstmals auch die WTA Tour Championships zum Saisonabschluss. Nach vier Viertelfinalniederlagen in Folge auf Grand-Slam-Ebene erreichte sie bei den US Open zum zweiten Mal das Finale. Erstmals in der Open Era trafen dabei mit Venus und Serena Williams zwei Schwestern in einem Major-Finale aufeinander. Mit 6:2, 6:4 behielt die ältere Schwester die Oberhand. Erfolgreich war sie erneut im Doppel; auch bei den Australian Open gelang den Williams-Schwestern der Erfolg. Damit hatten sie als zehntes Damendoppel in der Tennisgeschichte alle vier Major-Titel mindestens einmal gewonnen.

### Sprung an die Weltspitze und der „Serena Slam“ (2002–2003)

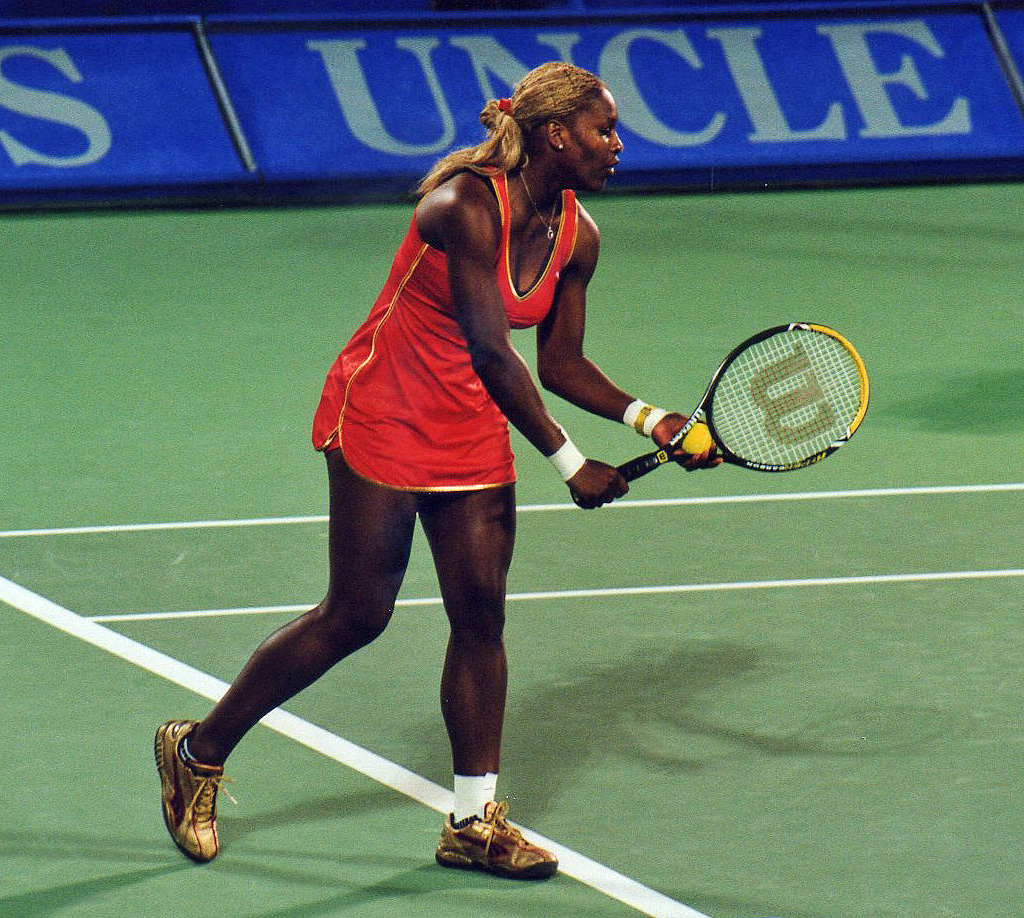
Serena Williams im Jahr 2002

Die Saison 2002 wurde eine der erfolgreichsten ihrer gesamten Karriere. Das Jahr begann allerdings mit einem Rückschlag, als sie aufgrund einer Verletzung die Australian Open verpasste. Ende Februar gab sie ihr Comeback und gewann die beiden Turniere in Scottsdale und Miami. Dabei bezwang sie nacheinander die Spielerinnen auf Position 3, 2 und 1 der Weltrangliste. Noch erfolgreicher verlief die Sandplatzsaison, sie konnte in Rom den dritten Saisontitel feiern und ins Finale der French Open einziehen. Gegnerin war dort ihre Schwester, gegen die sie sich mit 7:5, 6:3 durchsetzte und damit mehr als zwei Jahre nach ihrem ersten Triumph bei den US Open ihr zweites Grand-Slam-Turnier gewann. Mit einer Siegesserie von 12 Partien im Rücken trat sie in Wimbledon an und spielte sich ohne Satzverlust bis ins Finale. Dort besiegte sie Venus diesmal mit 7:6, 6:3 – ihr erster Einzelerfolg auf dem Rasen von Wimbledon, auf dem sich die Schwestern auch ihren zweiten gemeinsamen Doppeltitel sicherten. Damit wurde Serena Williams am 8. Juli 2002 erstmals auf Platz 1 der Weltrangliste geführt. Ihre Siegesserie endete zwar nach 21 Partien im Viertelfinale von Los Angeles; bei den US Open spielte sie sich jedoch ohne Satzverlust ins Endspiel, in dem sie erneut ihre Schwester bezwingen konnte. Drei Grand-Slam-Turniere in Folge innerhalb einer Saison zu gewinnen, das war zuletzt Steffi Graf 1996 gelungen. Zum Ende der Saison startete Williams eine neue Siegesserie, die nach 18 Partien ihr Ende im Finale der WTA Championships fand, das sie gegen Kim Clijsters verlor. Mit insgesamt acht Saisontiteln und einer Matchbilanz von 56:5 beendete sie erstmals eine Saison auf Platz 1.
Bei den Australian Open wollte sie 2003 in die Geschichte eingehen als fünfte Spielerin, die alle vier Grand-Slam-Turniere hintereinander gewonnen hat. Nachdem sie ihre letzten beiden Major-Turniere ohne Satzverlust gewonnen hatte, wurde sie in Melbourne gleich in Runde eins von Émilie Loit über drei Sätze gefordert. Ohne Probleme erreichte sie dann das Halbfinale, in dem sie gegen Clijsters im entscheidenden Satz einen 1:5-Rückstand noch drehen konnte. Finalgegnerin war erneut Venus, gegen die sie sich ebenfalls in drei Sätzen durchsetzte. Damit hatte Serena Williams den unechten Grand Slam gewonnen, der von Journalisten und ihr selbst als „Serena Slam“ bezeichnet wurde. Auch im Doppel (mit ihrer Schwester) war sie in Melbourne erfolgreich – es sollte ihr letzter Major-Erfolg in dieser Disziplin für die nächsten fünf Jahre sein. Ihre Siegesserie baute sie in den kommenden Wochen und Monaten durch Turniererfolge in Paris und Miami auf 21 Partien aus, bevor sie im Finale von Charleston gegen Justine Henin die erste Niederlage im Jahr 2003 hinnehmen musste. Die Sandplatzsaison verlief nicht ganz so erfolgreich; im Halbfinale der French Open verlor sie erneut gegen Henin und musste damit auf Grand-Slam-Ebene nach 33 Siegen in Folge erstmals wieder eine Niederlage hinnehmen. Doch in Wimbledon gelang ihr mit einem 4:6-, 6:4- und 6:2-Finalerfolg über ihre Schwester der insgesamt sechste Major-Erfolg. Es war allerdings ihr letztes Match des Jahres; eine Knieoperation zwang sie zu einer längeren Pause, wegen der sie im August 2003 nach rund 13 Monaten auch die Führung in der Weltrangliste verlor. Sie beendete die Saison nach nur sieben Turnierteilnahmen auf Position 3.

### Wechselhafte Ergebnisse, Verletzungen und Absturz in der Weltrangliste (2004–2006)
Nach acht Monaten Turnierpause gab Serena Williams im März 2004 ihr Comeback beim Tier-I-Turnier in Miami, das sie gleich für sich entscheiden konnte. Weitere Turniersiege blieben zunächst aber aus. Bei den French Open musste sie sich im Viertelfinale Jennifer Capriati geschlagen geben; damit schied sie nach sieben Teilnahmen bei einem Grand-Slam-Turnier erstmals wieder vor dem Halbfinale aus. In Wimbledon gelang ihr dagegen der dritte Finaleinzug in Serie, gegen die 17-jährige Marija Scharapowa verpasste sie jedoch den Titel-Hattrick. Damit fiel Serena Williams erstmals seit 1999 wieder aus den Top Ten der Weltrangliste. Bei den US Open unterlag sie im Viertelfinale erneut Capriati. Dank ihres zweiten Saisontitels in Peking war sie für die WTA Championships qualifiziert, bei denen sie das Finale erreichte, aber erneut gegen Scharapowa verlor. Die Saison beendete sie auf Platz 7 der Rangliste.
Die Saison 2005 begann mit einem großen Erfolg. Im Halbfinale der Australian Open wehrte sie drei Matchbälle von Scharapowa ab und auch im Endspiel gegen Lindsay Davenport konnte sie die Partie trotz verlorenen ersten Satzes noch gewinnen und damit ihren siebten Grand-Slam-Erfolg im Einzel feiern. Es sollte allerdings ihr einziger Saisontitel bleiben. Bis Wimbledon nahm sie nur noch an fünf weiteren Turnieren teil; sie musste dabei mehrfach aufgeben oder ganz verzichten. Auch die French Open verpasste sie aufgrund einer Verletzung. In Wimbledon verlor Williams dann bereits in der dritten Runde gegen Jill Craybas. So früh war sie bei einem Grand-Slam-Turnier seit über sechs Jahren (French Open 1999) nicht mehr ausgeschieden. Nach drei weiteren frühen Niederlagen, unter anderem im Achtelfinale der US Open gegen ihre Schwester, beendete sie die Saison auf Position 11 und damit erstmals seit 1998 außerhalb der Top Ten.
Ein noch deutlicheres Abrutschen sollte die Saison 2006 bringen. Bei ihrer Titelverteidigung in Melbourne scheiterte sie bereits in der dritten Runde an Daniela Hantuchová. Es war ihr letztes Match für rund sechs Monate. Als Grund für die mehrmonatige Pause wurden offiziell anhaltende Verletzungsprobleme angegeben. Später wurde bekannt, dass Williams in dieser Zeit unter Depressionen gelitten habe und ihre Rückkehr lange Zeit ungewiss war. Als Nummer 139 der Welt gab sie schließlich ihr Comeback in Cincinnati, wo sie mit dem Halbfinale ein achtbares Resultat erreichte. Auch beim Turnier in Los Angeles wenige Wochen später erreichte sie das Halbfinale, bevor sie die Saison nach einer Achtelfinalniederlage bei den US Open vorzeitig beendete. Erstmals seit 1998 beendete sie eine Saison ohne Turniersieg, sie landete am Jahresende mit Platz 95 nur knapp innerhalb der Top 100 der Weltrangliste.

### Erfolgreiches Comeback und Rückkehr an die Spitze (2007–2009)
Mit neuer Motivation startete Williams in die Saison 2007. In der Öffentlichkeit wurden ihr allerdings vielfach mangelnde Fitness vorgeworfen und wenig Chancen eingeräumt, bei den Australian Open eine ernsthafte Rolle zu spielen. Auch ihr Sponsor Nike hatte offenbar Zweifel, denn er kündigte an, im Falle eines frühen Ausscheidens in Melbourne ihren Vertrag nicht zu verlängern. Williams kämpfte sich bis ins Finale – sowohl in der dritten Runde gegen Nadja Petrowa als auch im Viertelfinale gegen Shahar Peer konnte sie das Ausscheiden noch abwenden, obwohl beide Konkurrentinnen zum Matchgewinn aufschlugen. Im Finale traf sie auf die Weltranglistenzweite Scharapowa, die von Williams mit 6:1, 6:2 deutlich in die Schranken gewiesen wurde. Auch ihr nächstes Turnier in Miami konnte sie für sich entscheiden. Es sollten die einzigen Titel 2007 bleiben, da sie immer wieder von kleineren Verletzungen zurückgeworfen wurde. Bei den verbleibenden Grand-Slam-Turnieren schied sie jeweils im Viertelfinale aus – jedes Mal gegen Justine Henin, die zwei der Turniere für sich entscheiden konnte. Die Saison beendete Williams schließlich auf Platz 7 der Weltrangliste.

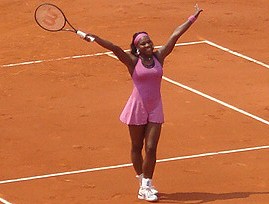
2007 bei den French Open

Die Saison 2008 sollte Williams in der Weltrangliste wieder nach vorne bringen. Ihren Titel bei den Australian Open konnte sie zwar nicht verteidigen, sie verlor zum vierten Mal in Serie das Viertelfinale bei einem Major-Turnier. Sie gewann jedoch hintereinander die Turniere in Bangalore, Miami und Charleston. Ihre Siegesserie von 17 Spielen endete schließlich in Berlin gegen Dinara Safina. Nach einem enttäuschenden Drittrundenaus in Roland Garros spielte sie sich ohne Satzverlust zum vierten Mal in das Wimbledon-Finale, das sie gegen Venus mit 5:7, 4:6 verlor. Zusammen mit ihrer Schwester feierte sie in der Doppelkonkurrenz allerdings den ersten gemeinsamen Titelgewinn seit über fünf Jahren. Entsprechend groß waren die Erwartungen der Williams-Schwestern bei den Olympischen Spielen in Peking. Serena schied dort im Einzel zwar bereits im Viertelfinale aus, an der Seite ihrer Schwester gelang aber erneut der Titelgewinn, acht Jahre nach ihrer ersten Goldmedaille in Sydney. Die erfolgreiche Revanche für das verlorene Wimbledon-Finale gegen Venus gelang Serena dann im Viertelfinale der US Open, wo sie sich knapp mit 7:6, 7:6 durchsetzen konnte. Auch die letzten beiden Partien konnte sie dort gewinnen und damit zum dritten Mal nach 1999 und 2002 das Turnier für sich entscheiden. Damit stand sie auch erstmals seit 2003 wieder auf Platz 1 der Weltrangliste, doch sie beendete die Saison 2008 auf Position 2.

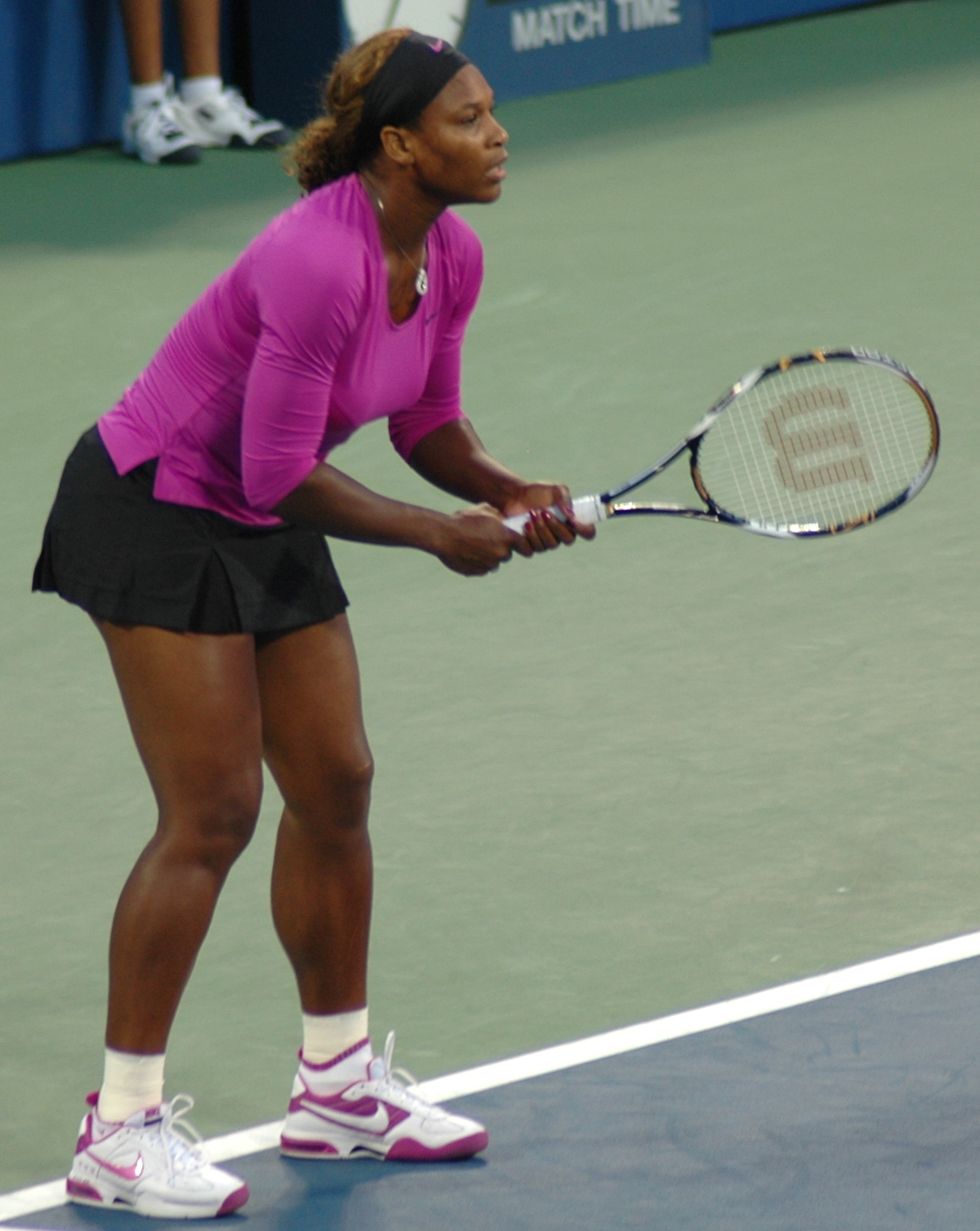
2009 bei den US Open

Zu Beginn des Jahres 2009 gelang ihr nach 2003, 2005 und 2007 der vierte Titelgewinn bei den Australian Open. Auf dem Weg zu ihrem insgesamt 10. Grand-Slam-Erfolg gab sie nur im Viertelfinale gegen Swetlana Kusnezowa einen Satz ab. Durch den Titelgewinn war sie wieder für einige Wochen die Nummer 1. In den nächsten Monaten gelang ihr jedoch kein weiterer Turniererfolg, während der Sandplatzsaison kassierte sie sogar drei Erstrundenniederlagen in Folge. Bei den French Open scheiterte sie in einer engen Viertelfinalpartie an Kusnezowa, ehe sie in Wimbledon wieder ins Finale einzog. Anders als im Vorjahr konnte sie sich diesmal gegen Schwester Venus mit 7:6, 6:2 durchsetzen. Erstmals seit 2003 hatte sie damit wieder zwei Major-Titel in einer Saison gewinnen können. In der Doppelkonkurrenz war sie ebenfalls erfolgreich, zusammen mit Venus konnte sie erstmals einen Doppeltitel auf Grand-Slam-Ebene verteidigen – bereits ihr zweiter Major-Erfolg im Doppel in dieser Saison. Die Titelverteidigung bei den US Open scheiterte dann im Halbfinale gegen Kim Clijsters. Beim Matchball für Clijsters erhielt Williams einen Strafpunkt, nachdem sie mit einer Schiedsrichterentscheidung unzufrieden und die Linienrichterin verbal angegangen war.
Im Doppel reichte es dagegen zum Titelgewinn, abgesehen von den French Open hatten Serena und Venus Williams damit 2009 alle Grand-Slam-Turniere zusammen gewonnen. Zum Saisonende konnte Serena noch ihren dritten Saisontitel feiern, als sie zum zweiten Mal die WTA Championships für sich entschied. Damit sicherte sie sich auch die Spitzenposition der Weltrangliste; zum zweiten Mal nach 2002 beendete sie eine Saison als Nummer 1, zudem auf Position 2 der Doppelweltrangliste.

### Karrieregefährdende Verletzung und erneutes Comeback (2010–2011)

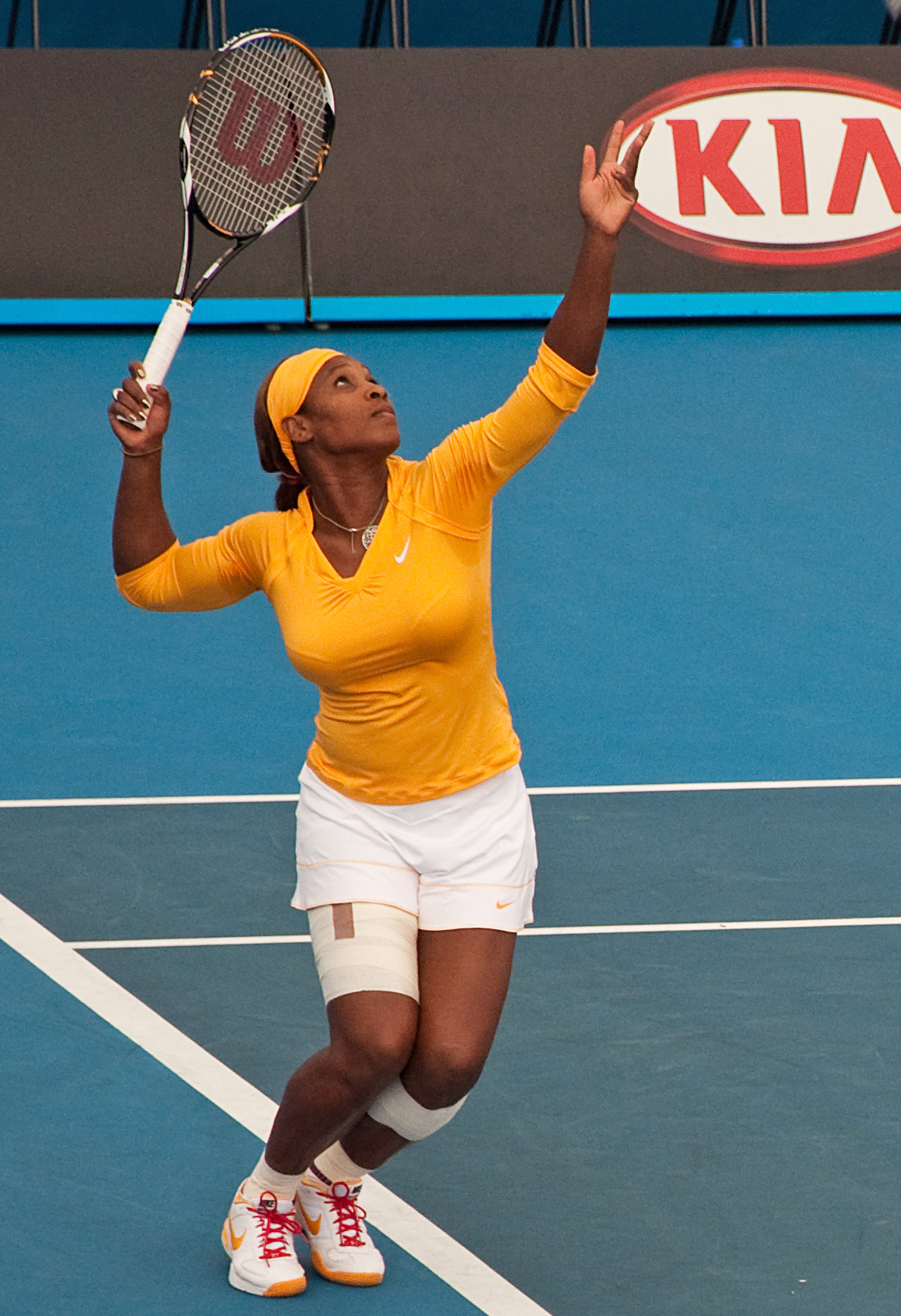
Serena Williams in Melbourne 2010

Zu Beginn der Saison 2010 konnte sie bei den Australian Open ihren Titel verteidigen. Auf dem Weg zu ihrem 12. Grand-Slam-Titel (wodurch sie mit Billie Jean King und Suzanne Lenglen gleichzog) schlug sie im Finale Justine Henin. Eine Verletzung machte Turnierstarts in den folgenden Monaten unmöglich, erst im Mai in Rom kehrte Williams auf die WTA Tour zurück. Inzwischen hatte sie ihre 100. Woche an der Spitze der Weltrangliste verbracht, als siebte Spielerin der Geschichte. Wieder einmal blieb Williams in der Sandplatzsaison ohne Titelgewinn, gewann an der Seite ihrer Schwester aber die French Open im Doppel – schon der zweite Major-Erfolg im Doppel in dieser Saison und der vierte in Serie, ein sogenannter unechter Grand Slam. Auch in der Doppelweltrangliste übernahm Williams damit die Spitze und war damit erst die sechste Spielerin der Geschichte, die gleichzeitig Einzel- und Doppelweltrangliste anführte. In Wimbledon wurde sie ihrer Favoritenstellung gerecht, als sie zum vierten Mal die Trophäe für den Einzeltitel entgegennahm. Im gesamten Turnierverlauf war sie ohne Satzverlust geblieben und hatte Wera Swonarjowa im Finale klar in die Schranken gewiesen. Es sollte ihr letztes offizielles Match für fast ein komplettes Jahr sein. Es wurde berichtet, dass Williams wenige Tage nach ihrem Titelgewinn in Wimbledon bei einem Restaurantbesuch in eine Glasscherbe getreten war. Dabei zog sie sich eine Fußverletzung zu, die sich bei einem Showmatch gegen Kim Clijsters noch verschlimmerte. Zwei Operationen waren die Folge, eine Teilnahme an weiteren Turnieren war unmöglich. Es kam sogar die Frage auf, ob sie überhaupt auf die Tour zurückkommen würde.
Ende Februar 2011 musste sich Williams erneut einer Operation unterziehen, nachdem sich aufgrund der Behandlung des verletzten Fußes ein Blutgerinnsel in der Lunge gebildet hatte. Im März kehrte sie auf den Trainingsplatz zurück, im Juni gab sie beim Rasenturnier in Eastbourne ihr Comeback auf der Tour. In der Rangliste nur noch auf Position 26 gelistet, musste sie sich in der zweiten Runde des Turniers geschlagen geben. Etwas weiter kam sie in Wimbledon, wo die Chance auf den Titel-Hattrick im Achtelfinale gegen Marion Bartoli endete. In der Vorbereitung auf die US Open knüpfte Williams dann wieder an die vergangenen Erfolge an; sie entschied die Turniere in Stanford und Toronto für sich. Wieder als Mitfavoritin gehandelt, spielte sie sich ohne Satzverlust in das fünfte US Open-Finale ihrer Karriere. Im Endspiel musste sie allerdings eine recht deutliche 2:6-, 3:6-Niederlage gegen Samantha Stosur hinnehmen. Es war ihr letztes Turnier der Saison, die sie nach zwei Turniersiegen bei sechs Teilnahmen auf Position 12 der Weltrangliste beendete.

### Olympiasieg und älteste Nummer 1 der Tennisgeschichte (2012–2013)
Die Saison 2012 begann für Williams mit einer Achtelfinalniederlage bei den Australian Open. So früh war sie zuletzt 2006 beim ersten Major-Turnier der Saison ausgeschieden. In der Sandplatzsaison gewann sie dann in Charleston und Madrid – ihre ersten Turniererfolge auf diesem Belag seit rund vier Jahren. Entsprechend rechnete sie sich Chancen bei den French Open aus, dem einzigen Grand-Slam-Turnier, das sie erst einmal hatte gewinnen können. Doch sie scheiterte bereits im Auftaktmatch, zum ersten Mal in ihrer Karriere bei einem Grand-Slam-Turnier. Die Niederlage in Paris sollte allerdings der vorerst letzte Rückschlag bleiben. Sie gewann in Wimbledon ihren fünften Einzeltitel und konnte auch im Doppel triumphieren. Einen Monat später stand sie erneut in Wimbledon auf dem Platz, diesmal im Rahmen der Olympischen Spiele. In der Einzelkonkurrenz zog Williams ins Finale ein und schlug Marija Scharapowa dort deutlich mit 6:0, 6:1. Auch in der Doppelkonkurrenz war sie mit ihrer Schwester erfolgreich. Die Williams-Schwestern gewannen nach 2000 und 2008 ihre dritte olympische Goldmedaille im Doppel. Nach 19 Siegen endete ihre Erfolgsserie im Viertelfinale von Cincinnati. Bei den US Open spielte sie sich dann ohne Satzverlust in ein Endspiel gegen die Weltranglistenerste Wiktoryja Asaranka. Erstmals im Turnierverlauf wurde Williams ernsthaft gefordert, aber am Ende konnte sie ihren 15. Grand-Slam-Erfolg feiern, als sie sich mit 6:2, 2:6 und 7:5 durchgesetzt hatte. Bei den WTA Tour Championships feierte sie nach Wimbledon, den US Open und dem olympischen Tennisturnier ihren vierten großen Saisonerfolg und zum dritten Mal den Titel beim Jahresabschlussturnier. Obwohl sie die zweite Saisonhälfte mit einer Matchbilanz von 31:1 dominierte, reichten die Ergebnisse nicht aus, um zum Saisonende an die Spitze der Weltrangliste zurückzukehren. Sie beendete die Saison auf Platz 3.

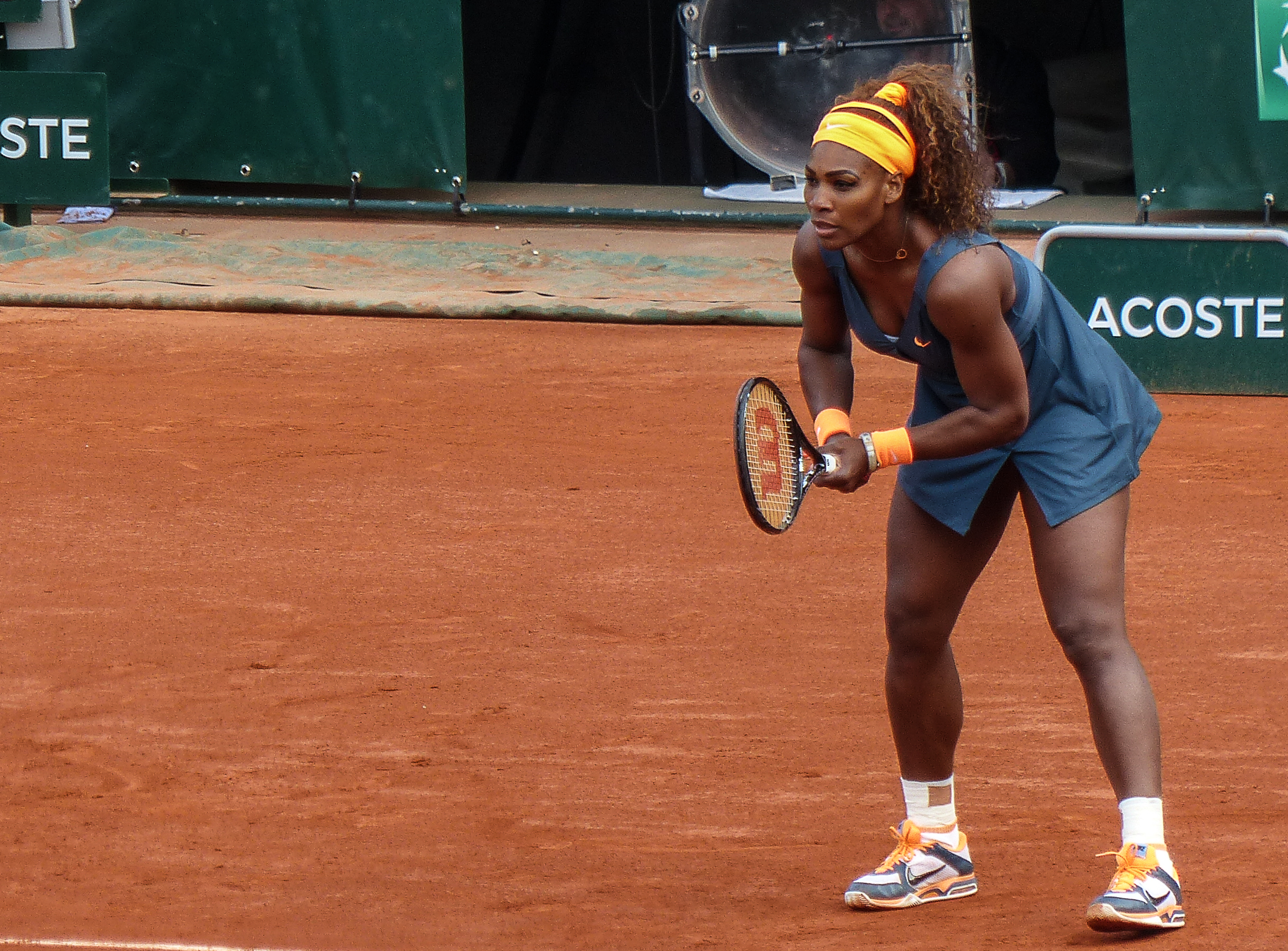
Serena Williams 2013 in Roland Garros

Die Siegesserie, die sie aus der Saison 2012 mitbrachte, endete im Viertelfinale der Australian Open. Im Februar 2013 reichte Williams die Halbfinalteilnahme beim Turnier in Doha, um wieder an die Spitze der Weltrangliste zurückzukehren. Mit 31 Jahren war sie die älteste Spielerin der Tennisgeschichte, die diese Position jemals eingenommen hat. In den folgenden Monaten zementierte sie diese Position durch Turniersiege in Miami, Charleston, Madrid und Rom. So trat sie mit einer Siegesserie von 24 Spielen bei den French Open an. Mit nur einem Satzverlust erreichte Williams, elf Jahre nach ihrem bislang einzigen Titelgewinn in Paris 2002, wieder das Finale. Dort schlug sie die Weltranglistenzweite Marija Scharapowa und nahm ihre zweite Trophäe bei den French Open in Empfang. Nie zuvor in der Geschichte des Turniers hatte eine Spielerin nach so langer Unterbrechung noch einmal den Einzeltitel gewinnen können. Außerdem wurde Williams zur erst fünften Spielerin, die alle vier Grand-Slam-Turniere mindestens zweimal gewonnen hat. Ihre Siegesserie, die mittlerweile auf über 30 Spiele angewachsen war und damit zur längsten ihrer Karriere, riss schließlich im Achtelfinale von Wimbledon; ihre Titelverteidigung endete mit einer Niederlage gegen Sabine Lisicki. Auf dem Weg zu den US Open erhöhte Williams ihr Konto an Saisontiteln durch Erfolge in Bastad und Toronto auf acht und stellte damit ihre persönliche Bestmarke aus der Saison 2002 ein. In New York selbst spielte sie sich ohne Satzverlust ins Finale vor und traf dort, wie im Jahr zuvor, auf Wiktoryja Asaranka. Erneut setzte sich die Weltranglistenerste durch und ihr gelang neben ihrem 17. Grand-Slam-Erfolg auch erstmals die erfolgreiche Titelverteidigung bei den US Open. Zum Abschluss der Saison gewann sie in Peking noch ihren zehnten Saisontitel und verteidigte erstmals in ihrer Karriere auch den Titel bei den WTA Tour Championships. Nach dem 2:6-, 6:3- und 6:0-Erfolg gegen Li Na beendete sie die Saison mit großem Vorsprung auf Platz 1 der Weltrangliste. Mit 13 Finalteilnahmen, 11 Turniersiegen und insgesamt 78 Matcherfolgen stellte Williams 2013 eine Reihe neuer Karrierebestleistungen auf.

### Auf Rekordjagd und der zweite „Serena Slam“ (2014–2015)
Das Jahr 2014 eröffnete Williams mit einem Turniersieg in Brisbane. Bei den nachfolgenden Australian Open scheiterte sie dagegen im Achtelfinale. In den folgenden Wochen und Monaten feierte sie weitere Turniererfolge in Miami und Rom. Die Titelverteidigung in Roland Garros endete dagegen schon in der zweiten Runde gegen Garbiñe Muguruza. Auch in Wimbledon scheiterte Williams früh, diesmal in der dritten Runde gegen Alizé Cornet. Vor den US Open entschied sie das Premier-Turnier in Cincinnati für sich und verbuchte außerdem ihre 200. Woche an der Spitze der Weltrangliste. Zum vierten Mal in Folge zog sie dann bei den US Open ins Endspiel ein. Dort besiegte sie Caroline Wozniacki mit 6:3, 6:3 und feierte ihren 18. Grand-Slam-Erfolg. Damit zog sie in der ewigen Siegerliste mit Martina Navrátilová und Chris Evert gleich. Bis zum Saisonabschluss in Singapur gewann Williams kein weiteres Turnier. Bei den WTA Tour Championships scheiterte ihre direkte Rivalin um den Spitzenplatz, Marija Scharapowa, bereits in der Gruppenphase. Dadurch verteidigte Williams nicht nur erstmals in ihrer Karriere erfolgreich die Spitzenposition am Jahresende, sie war auch die erste Spielerin seit Steffi Graf 1996, die diese Position eine komplette Saison ununterbrochen verteidigen konnte. Williams gewann das Turnier nach Startschwierigkeiten mit einem Endspielsieg über Simona Halep und sicherte sich damit zum dritten Mal in Folge den Pokal bei den Tour Championships.

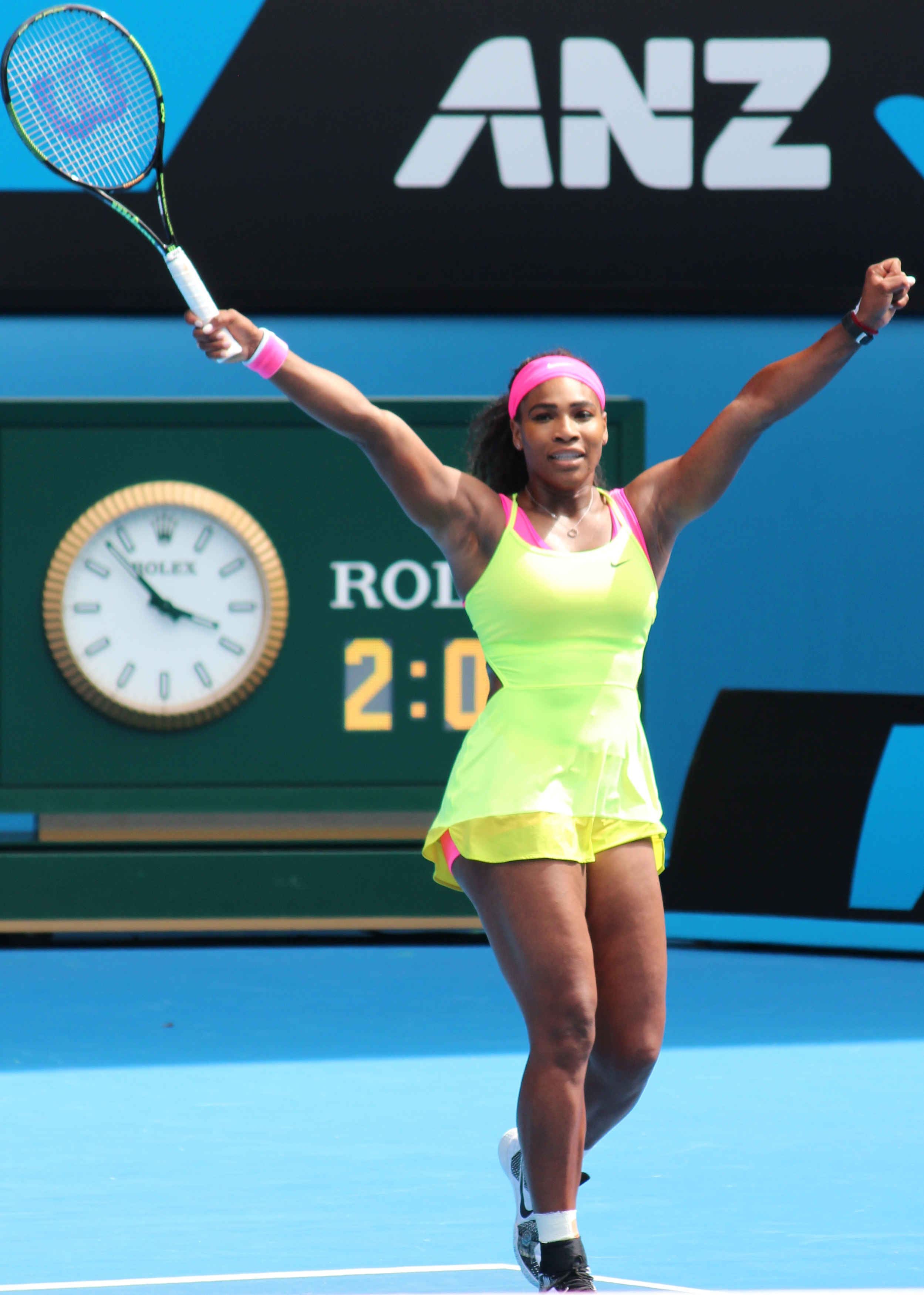
Serena Williams 2015 bei den Australian Open

Zu Beginn der Saison 2015 verbrachte Williams ihre 100. Woche in Folge an der Spitze der Weltrangliste. Dies war zuvor nur drei anderen Spielerinnen gelungen. Bei den Australian Open erreichte sie erstmals nach fünf Jahren wieder das Finale. Dort traf sie auf die Weltranglistenzweite Marija Scharapowa, gegen die sie sich mit 6:3, 7:6 durchsetzte. Durch ihren 19. Major-Titel kletterte sie auf Platz 3 der ewigen Bestenliste, zusammen mit Helen Wills Moody; nur Margaret Court (24) und Steffi Graf (22) gewannen noch mehr Grand-Slam-Titel im Einzel. Auf dem Weg zu den French Open siegte Williams zum achten Mal beim Turnier von Miami. In Roland Garros erreichte sie dann das Finale, obwohl sie in vier Matches den ersten Satz abgeben musste. Im Endspiel bezwang sie Lucie Šafářová mit 6:3, 6:7 und 6:2 und sicherte sich damit zum dritten Mal den Titel bei den French Open. Dadurch erreichte sie als erst dritte Spielerin die Marke von 20 Einzeltiteln bei Grand-Slam-Turnieren.
Drei Wochen später trat Williams in Wimbledon an, mit einer Serie von 21 Matcherfolgen bei Grand-Slam-Turnieren im Rücken. Auf dem Weg in ihr achtes Wimbledon-Finale besiegte sie im Halbfinale die Weltranglistenzweite Scharapowa. Im Endspiel gewann sie gegen Garbiñe Muguruza mit 6:4, 6:4 und nach den US Open 2014, den Australian Open 2015 und den French Open 2015 ihr viertes Major-Turnier in Serie, schaffte also einen sogenannten „unechten“ Grand Slam. Dies war ihr bereits 2002/03 gelungen – Williams ist damit neben Steffi Graf die einzige Spielerin, die zweimal in ihrer Karriere einen „echten“ oder „unechten“ Grand Slam gewonnen hat. Zudem ist sie nun mit 33 Jahren und 288 Tagen die älteste Grand-Slam-Siegerin der Open Era im Einzel. Kurz vor den US Open gewann sie ihren fünften Saisontitel in Cincinnati. In New York endete ihre Erfolgsserie bei Grand-Slam-Turnieren nach 33 gewonnenen Partien hintereinander; sie unterlag Roberta Vinci in einer umkämpften Halbfinalpartie mit 6:2, 4:6 und 4:6. Damit verpasste sie auch die Möglichkeit, als vierte Spielerin im Einzel den Grand Slam zu gewinnen. Im Oktober gab Williams bekannt, dass sie die Saison 2015 aufgrund einer Verletzung vorzeitig beenden und unter anderem auch auf die Titelverteidigung bei den WTA Tour Championships verzichten werde. Trotzdem schloss sie die Saison mit deutlichem Vorsprung auf Platz 1 der Weltrangliste ab, zum dritten Mal in Serie und zum insgesamt fünften Mal. Von der französischen Sportzeitung L’Équipe wurde Williams Ende 2015 zum dritten Mal zur Weltsportlerin des Jahres („Championne des championnes monde“) gewählt.

### Gleichzug mit Steffi Graf, Olympia-Niederlagen und Verlust der Weltranglistenführung (2016)
2016 gelang der topgesetzten Williams nach ungefährdeten Siegen über Marija Scharapowa und Agnieszka Radwańska zum siebten Mal der Einzug ins Einzelfinale der Australian Open. Hatte sie im bisherigen Turnierverlauf nicht einen einzigen Satz abgegeben, musste sie sich nach drei hart umkämpften Sätzen der an Nummer 7 gesetzten Deutschen Angelique Kerber 4:6, 6:3, 4:6 geschlagen geben. Bis Mitte Mai trat Williams nur bei drei weiteren Turnieren an. In Indian Wells musste sie sich im Finale geschlagen geben, ehe sie in Rom den ersten Saisontitel gewann, den insgesamt 70. Titel ihrer Karriere. Bei den French Open laborierte Williams an einer Adduktorenverletzung. Sie gelangte nach mühevollen Siegen über die ungesetzten Spielerinnen Julija Putinzewa aus Kasachstan (Viertelfinale) und Kiki Bertens aus den Niederlanden (Halbfinale) dennoch ins Finale gegen Garbiñe Muguruza, das sie gegen die Spanierin in zwei Sätzen 5:7, 4:6 verlor. In Wimbledon erreichte Williams zum neunten Mal in ihrer Karriere das Endspiel. Wie schon bei den Australian Open traf sie dort auf Angelique Kerber, gegen die sie sich diesmal mit 7:5, 6:3 durchsetzte. Durch ihren siebten Wimbledon-Titel stellte sie auch den Open-Era-Rekord von Steffi Graf mit 22 Grand-Slam-Titeln ein. Einzig Margaret Court (24) gewann in der Tennisgeschichte noch mehr Einzeltitel bei Major-Turnieren. Auch im Doppel-Wettbewerb von Wimbledon waren die Williams-Schwestern erfolgreich. Der sechste Doppelerfolg in Wimbledon war gleichzeitig auch der erste Erfolg in dieser Disziplin für Serena seit vier Jahren. Während des Turniers verbrachte Williams auch ihre 300. Woche an der Spitze der Weltrangliste. Einzig Steffi Graf (377 Wochen) und Martina Navratilova (332 Wochen) waren länger dort platziert.
Bei den Olympischen Sommerspielen 2016 in Rio de Janeiro trat Williams wie bei den Spielen vier Jahre zuvor im Einzel und im Doppel mit ihrer Schwester Venus an, scheiterte aber jeweils bereits früh an der Titelverteidigung. Im Einzel schied sie im Achtelfinale gegen die Ukrainerin Elina Switolina, Nr. 15 der Setzliste, in zwei Sätzen (4:6, 3:6) aus. Im Damendoppel wurden die topgesetzten Williams-Schwestern bereits in der ersten Runde durch die ungesetzte tschechische Paarung Lucie Šafářová und Barbora Strýcová (3:6, 4:6) besiegt, die am Ende die Bronzemedaille gewannen.
Aufgrund der geringen Anzahl an Turnierteilnahmen drohte Williams vor den US Open 2016 erstmals seit mehr als drei Jahren der Verlust der Weltranglistenführung. Tatsächlich hatten bei dem Turnier die drei Verfolgerinnen Angelique Kerber (Nr. 2), Garbiñe Muguruza (Nr. 3) und Agnieszka Radwańska (Nr. 4) die Möglichkeit, ihr die Führung streitig zu machen. Während Muguruza und Radwańska früh scheiterten, erreichte Kerber das Endspiel. Williams selbst scheiterte im Halbfinale an Karolína Plíšková in zwei Sätzen (2:6, 6:7) und verlor damit nach 186 Wochen wieder die Weltranglistenführung. Damit zog sie mit dem Rekord von Steffi Graf gleich, die von 1987 bis 1991 die Weltrangliste ebenfalls 186 Wochen in Folge angeführt hatte.
Wie schon im Vorjahr beendete Williams ihre Saison nach der Niederlage bei den US Open vorzeitig. Nach nur acht Turnierteilnahmen und zwei Saisonsiegen schloss sie die Saison auf Platz zwei der Weltrangliste ab.

### Siebter Erfolg bei den Australian Open, Schwangerschaftspause und Rückkehr auf die Tour (2017–2018)
Williams startete in die Saison 2017 mit einer Achtelfinalniederlage beim Turnier in Auckland. Bei den Australian Open spielte sie sich dann ohne Satzverlust in ihr drittes Finale in Folge. Erstmals seit Wimbledon 2009 trafen dort die Williams-Schwestern wieder in einem Grand-Slam-Finale aufeinander. Serena setzte sich gegen ihre ältere Schwester mit 6:4, 6:4 durch und feierte ihren siebten Einzeltitel in Melbourne. Insgesamt war es ihr 23. Grand-Slam-Titel, womit ihr nur noch ein Erfolg zur Rekordmarke von Margaret Court fehlte. Da die Weltranglistenerste Angelique Kerber bereits im Achtelfinale des Turniers ausgeschieden war, eroberte Williams zudem Platz 1 der Weltrangliste zurück. Nach dem Turnier setzte sie mehrere Monate aus, ehe sie am 19. April ihre Schwangerschaft bekanntgab und die Saison vorzeitig für beendet erklärte. Ihre Tochter Alexis Olympia Ohanian jr. kam am 1. September 2017 zur Welt.
Durch ihren Verzicht auf die Teilnahme bei den Australian Open 2018 verlor Serena Williams die letzten 2000 Punkte im Computerranking der Weltrangliste und wurde nach über 20 Jahren, wo sie ab 20. Oktober 1997 als Nr. 453 erstmals geführt wurde, ab dem 29. Januar 2018 nicht mehr in dieser gelistet. In diesem Zusammenhang entstand erneut eine Diskussion, wie der Weltverband WTA mit Schwangerschaften ihrer Spielerinnen hinsichtlich des Rankings und der Möglichkeiten eines Comebacks umgeht.
In Indian Wells feierte Williams im März ihr Comeback auf der WTA Tour. In ihrem ersten Match besiegte sie Sarina Dijas mit 7:5, 6:3. Durch einen weiteren Sieg kehrte sie in die Top 500 der Weltrangliste zurück, bevor sie in der dritten Runde gegen ihre Schwester Venus ausschied. Zwei Monate später bestritt Williams bei den French Open ihr erstes Grand-Slam-Turnier seit ihrer Rückkehr auf die Tour. Nach drei Siegen musste sie ihr Achtelfinalmatch gegen Marija Scharapowa aufgrund einer Verletzung absagen. Obwohl sie vor Turnierbeginn nur auf Platz 181 platziert war, wurde Williams in Wimbledon aufgrund ihrer vergangenen Leistungen auf Position 25 der Setzliste eingeordnet. Sie erreichte dort erneut das Finale, musste sich aber Angelique Kerber mit 3:6 und 3:6 geschlagen geben. Gegen Johanna Konta kassierte Williams am 31. Juli 2018 mit 1:6 und 0:6 in San José die höchste Niederlage in ihrer seit 1995 andauernden Profikarriere. Auch beim letzten Grand-Slam-Turnier der Saison, den US Open, erreichte Williams als Nr. 17 der Setzliste das Endspiel. In diesem unterlag sie in zwei Sätzen Naomi Ōsaka.

### Vergebliche Jagd nach dem 24. Grand-Slam-Einzeltitel (2018–2022)
Mit 23 Grand-Slam-Titeln fehlte Serena Williams zu Beginn ihrer Schwangerschaft nur noch ein Erfolg zur Rekordmarke von Margaret Court. Diese einzustellen und nach Möglichkeit zu überbieten war wohl die stärkste Motivation, nach der Geburt ihrer Tochter wieder ins Profitennis zurückzukehren. Die bisherigen zwölf Versuche sind jedoch alle gescheitert, vier davon erst im Finale.
Der seither einzige Turniersieg gelang ihr am 12. Januar 2020 beim ASB Classic in Auckland, wo sie topgesetzt war. In der Weltrangliste konnte sie sich Anfang 2021 durch ihre Erfolge bei den Australian Open von Rang zehn auf sieben verbessern, die höchste Position seit ihrer Rückkehr nach der Babypause.
Im August 2022 kündigte sie das Ende ihrer aktiven Laufbahn an. Dadurch stiegen die Ticketpreise bei den folgenden US Open für die Spiele am ersten Tag erheblich an, bei denen Williams voraussichtlich das letzte Mal im Einzel antrat. Der US-amerikanische Tennisverband USTA sprach von einem „Serena-Effekt“. Nachdem Williams ihr Auftaktmatch gegen die ebenfalls ungesetzte montenegrinische Starterin Danka Kovinić in zwei Sätzen klar gewonnen hatte, wurde dennoch eine bereits angekündigte Abschiedsshow für sie zelebriert. So gratulierte ihr unter anderem Billie Jean King persönlich zu ihrer erfolgreichen Karriere. Auch durfte Williams’ Familie den Tennisplatz betreten. Nach ihrem Weiterkommen schlug sie überraschend die an Nummer zwei gesetzte Estin Anett Kontaveit in drei Sätzen (7:6, 2:6, 6:2). In der dritten Runde hatte sie gegenüber der Australierin Ajla Tomljanović in ebenfalls drei Sätzen das Nachsehen (5:7, 7:6, 1:6). Bei allen Partien wurde sie vom heimischen Publikum gefeiert. In sozialen Netzwerken war wiederholt im Zusammenhang mit Williams auch das englische Wort „GOAT“ zu lesen, was aufgelöst „Greatest of all Time“ (dt.: „Größte [Tennisspielerin] aller Zeiten“) bedeutet.

### Verhalten auf dem Platz und Strafen
Im Halbfinale der US Open 2009 gegen Kim Clijsters attackierte Williams eine Linienrichterin, die bei einem Aufschlag auf Fußfehler entschieden hatte, mit den Worten: „Bei Gott, ich schwöre, dass ich dir einen dieser verdammten Bälle in den Hals schiebe. Ich schwöre es.“ Williams hatte bereits zuvor eine Verwarnung kassiert, nachdem sie ihren Schläger zertrümmert hatte. Laut Linienrichterin drohte Williams auch, sie umzubringen, was diese jedoch bestritt. Obwohl sich viele Experten für eine Sperre ausgesprochen hatten, erhielt Williams für ihren Ausraster lediglich eine Geldstrafe von 10.500 Dollar wegen Unsportlichkeit. Stacey Allaster, die Präsidentin der Frauen-Profitennis-Organisation WTA bezeichnete Williams’ Verhalten als inakzeptabel: „Kein Profi sollte sich so benehmen dürfen, ohne bestraft zu werden. Sie muss auch in ihrer Rolle als Vorbild einsehen, dass ihre Reaktion nicht tragbar war.“ Nach diesem Ausraster wurde Williams für zwei Jahre unter Beobachtung gestellt, und bei einem weiteren gröberen Verstoß wurde eine Sperre für die US Open erwogen.
Im Finale der US Open 2011 gegen Samantha Stosur führte abermals eine Entscheidung gegen Williams zu einem Wutausbruch gegen die Schiedsrichterin: „Schauen Sie mich ja nicht an, ich mache keinen Spaß. Sie haben völlig die Kontrolle verloren. Sie sind eine Hasserin und einfach nur innerlich unattraktiv.“
Bei ihrer Niederlage im Grand-Slam-Finale bei den US Open 2018 sorgte Serena Williams neuerlich für einen Eklat, als sie drei Verwarnungen vom Schiedsrichter erhielt. Die erste Verwarnung gab es wegen unerlaubten Coachings von der Tribüne, nach der zweiten wegen eines zertrümmerten Schlägers verhängte der Schiedsrichter einen Punktabzug. Nach Pöbeleien und Drohungen gegen den Stuhlschiedsrichter, wobei Williams den Referee als „Dieb“ und „Lügner“ beleidigte, brachte die dritte Verwarnung einen kampflosen Spielverlust zum 3:5 im zweiten Satz. Für ihre Regelverstöße musste sie eine Geldstrafe von 17.000 US-Dollar zahlen, davon 10.000 für Schiedsrichterbeleidigung, 4.000 für Coaching und 3.000 für den Schlägermissbrauch. Die Geldbuße wurde von den 1,85 Millionen Dollar abgezogen, die Williams für die Finalteilnahme erhielt. Alle Verwarnungen waren regelkonform, trotzdem behauptete Williams in der Pressekonferenz, diese seien sexistisch motiviert gewesen. Sie sei hier, um „für Frauenrechte und gleiche Behandlung zu kämpfen.“ Die Fachpresse bezeichnete Williams’ Verhalten im Finale als skandalösen und „unwürdigen Auftritt“.

## Turniersiege

### Einzel
| Übersicht Turniersiege |                             |  |                |  |
|                        | Turnierkategorien           |  | Platzbeläge    |  |
|                        | Grand Slam (23)             |  | Hartplatz (46) |  |
|                        | WTA Tour Championships (5)  |  | Sand (13)      |  |
|                        | WTA Premier Mandatory* (16) |  | Rasen (8)      |  |
|                        | Olympische Spiele (1)       |  | Teppich (5)    |  |
|                        | Sonstige Turniere* (28)     |  |                |  |

* "WTA Premier Mandatory" führt auch Siege bei WTA Tier I-Events, "Sonstige Turniere" führt alle Siege bei WTA Premier 5-, WTA Premier- und WTA International-Events, sowie Turniersiegen der alten Kategorien Tier II und III.
| Nr. | Datum              | Turnier         | Kategorie              | Belag             | Finalgegnerin                | Ergebnis       |
| --- | ------------------ | --------------- | ---------------------- | ----------------- | ---------------------------- | -------------- |
| 1.  | 28. Februar 1999   | Paris           | WTA Tier II            | Teppich (Halle)   | Amélie Mauresmo              | 6:2, 3:6, 7:6  |
| 2.  | 12. März 1999      | Indian Wells    | WTA Tier I             | Hartplatz         | Steffi Graf                  | 6:3, 3:6, 7:5  |
| 3.  | 15. August 1999    | Los Angeles     | WTA Tier II            | Hartplatz         | Julie Halard-Decugis         | 6:1, 6:4       |
| 4.  | 30. August 1999    | US Open         | Grand Slam             | Hartplatz         | Martina Hingis               | 6:3, 7:6       |
| 5.  | 27. September 1999 | München         | Grand Slam Cup         | Hartplatz (Halle) | Venus Williams               | 6:1, 3:6, 6:3  |
| 6.  | 20. Februar 2000   | Hannover        | WTA Tier II            | Teppich (Halle)   | Denisa Chládková             | 6:1, 6:1       |
| 7.  | 13. August 2000    | Los Angeles     | WTA Tier II            | Hartplatz         | Lindsay Davenport            | 4:6, 6:4, 7:61 |
| 8.  | 8. Oktober 2000    | Tokio           | WTA Tier II            | Hartplatz         | Julie Halard-Decugis         | 7:5, 6:1       |
| 9.  | 16. März 2001      | Indian Wells    | WTA Tier I             | Hartplatz         | Kim Clijsters                | 4:6, 6:4, 6:2  |
| 10. | 18. August 2001    | Toronto         | WTA Tier I             | Hartplatz         | Jennifer Capriati            | 6:1, 6:77, 6:3 |
| 11. | 4. November 2001   | München         | WTA Tour Championships | Teppich (Halle)   | Lindsay Davenport            | kampflos       |
| 12. | 3. März 2002       | Scottsdale      | WTA Tier II            | Hartplatz         | Jennifer Capriati            | 6:2, 4:6, 6:4  |
| 13. | 30. März 2002      | Miami           | WTA Tier I             | Hartplatz         | Jennifer Capriati            | 7:5, 7:64      |
| 14. | 18. Mai 2002       | Rom             | WTA Tier I             | Sand              | Justine Henin                | 7:66, 6:4      |
| 15. | 27. Mai 2002       | French Open     | Grand Slam             | Sand              | Venus Williams               | 7:5, 6:3       |
| 16. | 24. Juni 2002      | Wimbledon       | Grand Slam             | Rasen             | Venus Williams               | 7:6, 6:3       |
| 17. | 26. August 2002    | US Open         | Grand Slam             | Hartplatz         | Venus Williams               | 6:4, 6:3       |
| 18. | 22. September 2002 | Tokio           | WTA Tier II            | Hartplatz         | Kim Clijsters                | 2:6, 6:3, 6:3  |
| 19. | 29. September 2002 | Leipzig         | WTA Tier II            | Teppich (Halle)   | Anastassija Myskina          | 6:3, 6:2       |
| 20. | 13. Januar 2003    | Australian Open | Grand Slam             | Hartplatz         | Venus Williams               | 7:6, 3:6, 6:4  |
| 21. | 9. Februar 2003    | Paris           | WTA Tier II            | Teppich (Halle)   | Amélie Mauresmo              | 6:3, 6:2       |
| 22. | 29. März 2003      | Miami           | WTA Tier I             | Hartplatz         | Jennifer Capriati            | 4:6, 6:4, 6:1  |
| 23. | 23. Juni 2003      | Wimbledon       | Grand Slam             | Rasen             | Venus Williams               | 4:6, 6:4, 6:2  |
| 24. | 3. April 2004      | Miami           | WTA Tier I             | Hartplatz         | Jelena Dementjewa            | 6:1, 6:1       |
| 25. | 26. September 2004 | Peking          | WTA Tier II            | Hartplatz         | Swetlana Kusnezowa           | 4:6, 7:5, 6:4  |
| 26. | 29. Januar 2005    | Australian Open | Grand Slam             | Hartplatz         | Lindsay Davenport            | 2:6, 6:3, 6:0  |
| 27. | 27. Januar 2007    | Australian Open | Grand Slam             | Hartplatz         | Marija Scharapowa            | 6:1, 6:2       |
| 28. | 31. März 2007      | Miami           | WTA Tier I             | Hartplatz         | Justine Henin                | 0:6, 7:5, 6:3  |
| 29. | 9. März 2008       | Bengaluru       | WTA Tier II            | Hartplatz         | Patty Schnyder               | 7:5, 6:3       |
| 30. | 5. April 2008      | Miami           | WTA Tier I             | Hartplatz         | Jelena Janković              | 6:1, 5:7, 6:3  |
| 31. | 20. April 2008     | Charleston      | WTA Tier I             | Sand              | Wera Swonarjowa              | 6:4, 3:6, 6:3  |
| 32. | 7. September 2008  | US Open         | Grand Slam             | Hartplatz         | Jelena Janković              | 6:4, 7:5       |
| 33. | 30. Januar 2009    | Australian Open | Grand Slam             | Hartplatz         | Dinara Safina                | 6:0, 6:3       |
| 34. | 4. Juli 2009       | Wimbledon       | Grand Slam             | Rasen             | Venus Williams               | 7:6, 6:2       |
| 35. | 1. November 2009   | Doha            | WTA Tour Championships | Hartplatz         | Venus Williams               | 6:2, 7:64      |
| 36. | 30. Januar 2010    | Australian Open | Grand Slam             | Hartplatz         | Justine Henin                | 6:4, 3:6, 6:2  |
| 37. | 3. Juli 2010       | Wimbledon       | Grand Slam             | Rasen             | Wera Swonarjowa              | 6:3, 6:2       |
| 38. | 31. Juli 2011      | Stanford        | WTA Premier            | Hartplatz         | Marion Bartoli               | 7:5, 6:1       |
| 39. | 14. August 2011    | Toronto         | WTA Premier 5          | Hartplatz         | Samantha Stosur              | 6:4, 6:2       |
| 40. | 8. April 2012      | Charleston      | WTA Premier            | Sand              | Lucie Šafářová               | 6:0, 6:1       |
| 41. | 13. Mai 2012       | Madrid          | WTA Premier Mandatory  | Sand              | Wiktoryja Asaranka           | 6:1, 6:3       |
| 42. | 7. Juli 2012       | Wimbledon       | Grand Slam             | Rasen             | Agnieszka Radwańska          | 6:1, 5:7, 6:2  |
| 43. | 15. Juli 2012      | Stanford        | WTA Premier            | Hartplatz         | Coco Vandeweghe              | 7:5, 6:3       |
| 44. | 4. August 2012     | London          | Olympische Spiele      | Rasen             | Marija Scharapowa            | 6:0, 6:1       |
| 45. | 10. September 2012 | US Open         | Grand Slam             | Hartplatz         | Wiktoryja Asaranka           | 6:2, 2:6, 7:5  |
| 46. | 28. Oktober 2012   | Istanbul        | WTA Tour Championships | Hartplatz (Halle) | Marija Scharapowa            | 6:4, 6:3       |
| 47. | 5. Januar 2013     | Brisbane        | WTA Premier            | Hartplatz         | Anastassija Pawljutschenkowa | 6:2, 6:1       |
| 48. | 31. März 2013      | Miami           | WTA Premier Mandatory  | Hartplatz         | Marija Scharapowa            | 4:6, 6:3, 6:0  |
| 49. | 7. April 2013      | Charleston      | WTA Premier            | Sand              | Jelena Janković              | 3:6, 6:0, 6:2  |
| 50. | 12. Mai 2013       | Madrid          | WTA Premier Mandatory  | Sand              | Marija Scharapowa            | 6:1, 6:4       |
| 51. | 19. Mai 2013       | Rom             | WTA Premier 5          | Sand              | Wiktoryja Asaranka           | 6:1, 6:3       |
| 52. | 8. Juni 2013       | French Open     | Grand Slam             | Sand              | Marija Scharapowa            | 6:4, 6:4       |
| 53. | 21. Juli 2013      | Båstad          | WTA International      | Sand              | Johanna Larsson              | 6:4, 6:1       |
| 54. | 11. August 2013    | Toronto         | WTA Premier 5          | Hartplatz         | Sorana Cîrstea               | 6:2, 6:0       |
| 55. | 8. September 2013  | US Open         | Grand Slam             | Hartplatz         | Wiktoryja Asaranka           | 7:5, 6:76, 6:1 |
| 56. | 6. Oktober 2013    | Peking          | WTA Premier Mandatory  | Hartplatz         | Jelena Janković              | 6:2, 6:2       |
| 57. | 27. Oktober 2013   | Istanbul        | WTA Tour Championships | Hartplatz (Halle) | Li Na                        | 2:6, 6:3, 6:0  |
| 58. | 4. Januar 2014     | Brisbane        | WTA Premier            | Hartplatz         | Wiktoryja Asaranka           | 6:4, 7:5       |
| 59. | 29. März 2014      | Miami           | WTA Premier Mandatory  | Hartplatz         | Li Na                        | 7:5, 6:1       |
| 60. | 18. Mai 2014       | Rom             | WTA Premier 5          | Sand              | Sara Errani                  | 6:3, 6:0       |
| 61. | 3. August 2014     | Stanford        | WTA Premier            | Hartplatz         | Angelique Kerber             | 7:61, 6:3      |
| 62. | 18. August 2014    | Cincinnati      | WTA Premier 5          | Hartplatz         | Ana Ivanović                 | 6:4, 6:1       |
| 63. | 7. September 2014  | US Open         | Grand Slam             | Hartplatz         | Caroline Wozniacki           | 6:3, 6:3       |
| 64. | 26. Oktober 2014   | Singapur        | WTA Tour Championships | Hartplatz (Halle) | Simona Halep                 | 6:3, 6:0       |
| 65. | 31. Januar 2015    | Australian Open | Grand Slam             | Hartplatz         | Marija Scharapowa            | 6:3, 7:65      |
| 66. | 4. April 2015      | Miami           | WTA Premier Mandatory  | Hartplatz         | Carla Suárez Navarro         | 6:2, 6:0       |
| 67. | 6. Juni 2015       | French Open     | Grand Slam             | Sand              | Lucie Šafářová               | 6:3, 6:72, 6:2 |
| 68. | 11. Juli 2015      | Wimbledon       | Grand Slam             | Rasen             | Garbiñe Muguruza             | 6:4, 6:4       |
| 69. | 23. August 2015    | Cincinnati      | WTA Premier 5          | Hartplatz         | Simona Halep                 | 6:3, 7:65      |
| 70. | 15. Mai 2016       | Rom             | WTA Premier 5          | Sand              | Madison Keys                 | 7:65, 6:3      |
| 71. | 9. Juli 2016       | Wimbledon       | Grand Slam             | Rasen             | Angelique Kerber             | 7:5, 6:3       |
| 72. | 28. Januar 2017    | Australian Open | Grand Slam             | Hartplatz         | Venus Williams               | 6:4, 6:4       |
| 73. | 12. Januar 2020    | Auckland        | WTA International      | Hartplatz         | Jessica Pegula               | 6:3, 6:4       |

| Rang                    | Tennisspielerin     | Wochen |
| ----------------------- | ------------------- | ------ |
| 1.                      | Steffi Graf         | 377    |
| 2.                      | Martina Navratilova | 332    |
| 3.                      | Serena Williams     | 319    |
| 4.                      | Chris Evert         | 260    |
| 5.                      | Martina Hingis      | 209    |
| 6.                      | / Monica Seles      | 178    |
| 7.                      | Iga Świątek         | 125    |
| 8.                      | Ashleigh Barty      | 121    |
| 9.                      | Justine Henin       | 117    |
| Stand: 14. Oktober 2024 |                     |        |

| Rang                      | Tennisspielerin       | Titel |
| ------------------------- | --------------------- | ----- |
| 1.                        | Margaret Court        | 24    |
| 2.                        | Serena Williams       | 23    |
| 3.                        | Steffi Graf           | 22    |
| 4.                        | Helen Wills Moody     | 19    |
| 5.                        | Chris Evert           | 18    |
| 5.                        | / Martina Navratilova | 18    |
| 7.                        | Suzanne Lenglen       | 12    |
| 7.                        | Billie Jean King      | 12    |
| Stand: 11. September 2022 |                       |       |

### Doppel
| Nr. | Datum          | Turnier         | Kategorie             | Belag           | Partnerin           | Finalgegnerinnen                               | Ergebnis       |
| --- | -------------- | --------------- | --------------------- | --------------- | ------------------- | ---------------------------------------------- | -------------- |
| 1.  | März 1998      | Oklahoma City   | WTA Tier III          | Hartplatz       | Venus Williams      | Cătălina Cristea Kristine Kunce                | 7:5, 6:2       |
| 2.  | Oktober 1998   | Zürich          | WTA Tier I            | Hartplatz       | Venus Williams      | Mariaan de Swardt Olena Tatarkowa              | 5:7, 6:1, 6:3  |
| 3.  | Februar 1999   | Hannover        | WTA Tier II           | Teppich (Halle) | Venus Williams      | Alexandra Fusai Nathalie Tauziat               | 5:7, 6:2, 6:2  |
| 4.  | Juni 1999      | French Open     | Grand Slam            | Sand            | Venus Williams      | Martina Hingis Anna Kurnikowa                  | 6:3, 6:72, 8:6 |
| 5.  | September 1999 | US Open         | Grand Slam            | Hartplatz       | Venus Williams      | Chanda Rubin Sandrine Testud                   | 4:6, 6:1, 6:4  |
| 6.  | Juli 2000      | Wimbledon       | Grand Slam            | Rasen           | Venus Williams      | Julie Halard-Decugis Ai Sugiyama               | 6:3, 6:2       |
| 7.  | Oktober 2000   | Sydney          | Olympische Spiele     | Hartplatz       | Venus Williams      | Kristie Boogert Miriam Oremans                 | 6:1, 6:1       |
| 8.  | Januar 2001    | Australian Open | Grand Slam            | Hartplatz       | Venus Williams      | Lindsay Davenport Corina Morariu               | 6:2, 4:6, 6:4  |
| 9.  | Juli 2002      | Wimbledon       | Grand Slam            | Rasen           | Venus Williams      | Virginia Ruano Pascual Paola Suárez            | 6:2, 7:5       |
| 10. | Oktober 2002   | Leipzig         | WTA Tier II           | Teppich (Halle) | Alexandra Stevenson | Janette Husárová Paola Suárez                  | 6:3, 7:5       |
| 11. | Januar 2003    | Australian Open | Grand Slam            | Hartplatz       | Venus Williams      | Virginia Ruano Pascual Paola Suárez            | 4:6, 6:4, 6:3  |
| 12. | Juli 2008      | Wimbledon       | Grand Slam            | Rasen           | Venus Williams      | Lisa Raymond Samantha Stosur                   | 6:2, 6:2       |
| 13. | August 2008    | Peking          | Olympische Spiele     | Hartplatz       | Venus Williams      | Anabel Medina Garrigues Virginia Ruano Pascual | 6:2, 6:0       |
| 14. | Februar 2009   | Australian Open | Grand Slam            | Hartplatz       | Venus Williams      | Daniela Hantuchová Ai Sugiyama                 | 6:3, 6:3       |
| 15. | Juli 2009      | Wimbledon       | Grand Slam            | Rasen           | Venus Williams      | Samantha Stosur Rennae Stubbs                  | 7:64, 6:4      |
| 16. | August 2009    | Stanford        | WTA Premier           | Hartplatz       | Venus Williams      | Chan Yung-jan Monica Niculescu                 | 6:4, 6:1       |
| 17. | September 2009 | US Open         | Grand Slam            | Hartplatz       | Venus Williams      | Cara Black Liezel Huber                        | 6:2, 6:2       |
| 18. | Januar 2010    | Australian Open | Grand Slam            | Hartplatz       | Venus Williams      | Cara Black Liezel Huber                        | 6:4, 6:3       |
| 19. | Mai 2010       | Madrid          | WTA Premier Mandatory | Sand            | Venus Williams      | Gisela Dulko Flavia Pennetta                   | 6:2, 7:5       |
| 20. | Juni 2010      | French Open     | Grand Slam            | Sand            | Venus Williams      | Květa Peschke Katarina Srebotnik               | 6:2, 6:3       |
| 21. | Juli 2012      | Wimbledon       | Grand Slam            | Rasen           | Venus Williams      | Andrea Hlaváčková Lucie Hradecká               | 7:5, 6:4       |
| 22. | August 2012    | London          | Olympische Spiele     | Rasen           | Venus Williams      | Andrea Hlaváčková Lucie Hradecká               | 6:4, 6:4       |
| 23. | Juli 2016      | Wimbledon       | Grand Slam            | Rasen           | Venus Williams      | Tímea Babos Jaroslawa Schwedowa                | 6:3, 6:4       |

## Karrierestatistik und Turnierbilanz

### Einzel
| Turnier                      | 1995              | 1996              | 1997              | 1998              | 1999              | 2000              | 2001              | 2002              | 2003              | 2004              | 2005              | 2006              | 2007              | 2008              | 2009              | 2010              | 2011              | 2012              | 2013              | 2014              | 2015              | 2016              | 2017              | 2018              | 2019              | 2020              | 2021              | 2022              | Titel / Teiln. | Titel / Teiln. |
| ---------------------------- | ----------------- | ----------------- | ----------------- | ----------------- | ----------------- | ----------------- | ----------------- | ----------------- | ----------------- | ----------------- | ----------------- | ----------------- | ----------------- | ----------------- | ----------------- | ----------------- | ----------------- | ----------------- | ----------------- | ----------------- | ----------------- | ----------------- | ----------------- | ----------------- | ----------------- | ----------------- | ----------------- | ----------------- | -------------- | -------------- |
| Australian Open              | –                 | –                 | –                 | 2                 | 3                 | AF                | VF                | –                 | S                 | –                 | S                 | 3                 | S                 | VF                | S                 | S                 | –                 | AF                | VF                | AF                | S                 | F                 | S                 | –                 | VF                | 3                 | HF                | –                 | 7 / 20         | 7 / 20         |
| French Open                  | –                 | –                 | –                 | AF                | 3                 | –                 | VF                | S                 | HF                | VF                | –                 | –                 | VF                | 3                 | VF                | VF                | –                 | 1                 | S                 | 2                 | S                 | F                 | –                 | AF                | 3                 | 2                 | AF                | –                 | 3 / 19         | 3 / 19         |
| Wimbledon                    | –                 | –                 | –                 | 3                 | –                 | HF                | VF                | S                 | S                 | F                 | 3                 | –                 | VF                | F                 | S                 | S                 | AF                | S                 | AF                | 3                 | S                 | S                 | –                 | F                 | F                 | n. a.             | 1                 | 1                 | 7 / 21         | 7 / 21         |
| US Open                      | –                 | –                 | –                 | 3                 | S                 | VF                | F                 | S                 | –                 | VF                | AF                | AF                | VF                | S                 | HF                | –                 | F                 | S                 | S                 | S                 | HF                | HF                | –                 | F                 | F                 | HF                | –                 | 3                 | 6 / 21         | 6 / 21         |
| WTA Finals                   | –                 | –                 | –                 | –                 | –                 | –                 | S                 | F                 | –                 | F                 | –                 | –                 | RR                | RR                | S                 | –                 | –                 | S                 | S                 | S                 | –                 | –                 | –                 | –                 | –                 | n. a.             | –                 | –                 | 5 / 9          | 5 / 9          |
| München                      | nicht ausgetragen | nicht ausgetragen | nicht ausgetragen | –                 | S                 | nicht ausgetragen | nicht ausgetragen | nicht ausgetragen | nicht ausgetragen | nicht ausgetragen | nicht ausgetragen | nicht ausgetragen | nicht ausgetragen | nicht ausgetragen | nicht ausgetragen | nicht ausgetragen | nicht ausgetragen | nicht ausgetragen | nicht ausgetragen | nicht ausgetragen | nicht ausgetragen | nicht ausgetragen | nicht ausgetragen | nicht ausgetragen | nicht ausgetragen | nicht ausgetragen | nicht ausgetragen | nicht ausgetragen | 1 / 1          | 1 / 1          |
| Doha                         | n. a. bzw. a. K.  | n. a. bzw. a. K.  | n. a. bzw. a. K.  | n. a. bzw. a. K.  | n. a. bzw. a. K.  | n. a. bzw. a. K.  | n. a. bzw. a. K.  | n. a. bzw. a. K.  | n. a. bzw. a. K.  | n. a. bzw. a. K.  | n. a. bzw. a. K.  | n. a. bzw. a. K.  | n. a. bzw. a. K.  | –                 | n. a. bzw. a. K.  | n. a. bzw. a. K.  | n. a. bzw. a. K.  | –                 | F                 | –                 | a. K.             | –                 | a. K.             | –                 | a. K.             | –                 | a. K.             | –                 | 0 / 1          | 0 / 1          |
| Dubai                        | n. a. bzw. a. K.  | n. a. bzw. a. K.  | n. a. bzw. a. K.  | n. a. bzw. a. K.  | n. a. bzw. a. K.  | n. a. bzw. a. K.  | n. a. bzw. a. K.  | n. a. bzw. a. K.  | n. a. bzw. a. K.  | n. a. bzw. a. K.  | n. a. bzw. a. K.  | n. a. bzw. a. K.  | n. a. bzw. a. K.  | n. a. bzw. a. K.  | HF                | –                 | –                 | andere Kategorie  | andere Kategorie  | andere Kategorie  | –                 | a. K.             | –                 | a. K.             | –                 | a. K.             | –                 | a. K.             | 0 / 1          | 0 / 1          |
| Indian Wells                 | a. K.             | a. K.             | –                 | –                 | S                 | VF                | S                 | –                 | –                 | –                 | –                 | –                 | –                 | –                 | –                 | –                 | –                 | –                 | –                 | –                 | HF                | F                 | –                 | 3                 | 3                 | n. a.             | –                 | –                 | 2 / 7          | 2 / 7          |
| Miami                        | –                 | –                 | –                 | VF                | F                 | AF                | VF                | S                 | S                 | S                 | VF                | –                 | S                 | S                 | F                 | –                 | –                 | VF                | S                 | S                 | S                 | AF                | –                 | 1                 | 3                 | n. a.             | –                 | –                 | 8 / 18         | 8 / 18         |
| Charleston                   | nicht ausgetragen | nicht ausgetragen | nicht ausgetragen | nicht ausgetragen | nicht ausgetragen | nicht ausgetragen | –                 | VF                | F                 | AF                | –                 | –                 | 2                 | S                 | andere Kategorie  | andere Kategorie  | andere Kategorie  | andere Kategorie  | andere Kategorie  | andere Kategorie  | andere Kategorie  | andere Kategorie  | andere Kategorie  | andere Kategorie  | andere Kategorie  | andere Kategorie  | andere Kategorie  | andere Kategorie  | 1 / 5          | 1 / 5          |
| Berlin                       | –                 | –                 | –                 | –                 | VF                | –                 | –                 | F                 | –                 | –                 | –                 | –                 | –                 | VF                | n. a. bzw. a. K.  | n. a. bzw. a. K.  | n. a. bzw. a. K.  | n. a. bzw. a. K.  | n. a. bzw. a. K.  | n. a. bzw. a. K.  | n. a. bzw. a. K.  | n. a. bzw. a. K.  | n. a. bzw. a. K.  | n. a. bzw. a. K.  | n. a. bzw. a. K.  | n. a. bzw. a. K.  | n. a. bzw. a. K.  | n. a. bzw. a. K.  | 0 / 3          | 0 / 3          |
| Madrid                       | n. a. bzw. a. K.  | n. a. bzw. a. K.  | n. a. bzw. a. K.  | n. a. bzw. a. K.  | n. a. bzw. a. K.  | n. a. bzw. a. K.  | n. a. bzw. a. K.  | n. a. bzw. a. K.  | n. a. bzw. a. K.  | n. a. bzw. a. K.  | n. a. bzw. a. K.  | n. a. bzw. a. K.  | n. a. bzw. a. K.  | n. a. bzw. a. K.  | 1                 | AF                | –                 | S                 | S                 | VF                | HF                | –                 | –                 | –                 | –                 | n. a.             | –                 | –                 | 2 / 6          | 2 / 6          |
| Rom                          | –                 | –                 | –                 | VF                | VF                | –                 | –                 | S                 | HF                | HF                | 2                 | –                 | VF                | VF                | 2                 | HF                | –                 | HF                | S                 | S                 | AF                | S                 | –                 | –                 | 2                 | –                 | 2                 | –                 | 4 / 17         | 4 / 17         |
| San Diego                    | andere Kategorie  | andere Kategorie  | andere Kategorie  | andere Kategorie  | andere Kategorie  | andere Kategorie  | andere Kategorie  | andere Kategorie  | andere Kategorie  | VF                | –                 | –                 | –                 | n. a. bzw. a. K.  | n. a. bzw. a. K.  | n. a. bzw. a. K.  | n. a. bzw. a. K.  | n. a. bzw. a. K.  | n. a. bzw. a. K.  | n. a. bzw. a. K.  | n. a. bzw. a. K.  | n. a. bzw. a. K.  | n. a. bzw. a. K.  | n. a. bzw. a. K.  | n. a. bzw. a. K.  | n. a. bzw. a. K.  | n. a. bzw. a. K.  | n. a. bzw. a. K.  | 0 / 1          | 0 / 1          |
| Kanada                       | –                 | –                 | –                 | –                 | –                 | F                 | S                 | –                 | –                 | –                 | AF                | –                 | –                 | –                 | HF                | –                 | S                 | –                 | S                 | HF                | HF                | –                 | –                 | –                 | F                 | n. a.             | –                 | 2                 | 3 / 10         | 3 / 10         |
| Cincinnati                   | n. a. bzw. a. K.  | n. a. bzw. a. K.  | n. a. bzw. a. K.  | n. a. bzw. a. K.  | n. a. bzw. a. K.  | n. a. bzw. a. K.  | n. a. bzw. a. K.  | n. a. bzw. a. K.  | n. a. bzw. a. K.  | n. a. bzw. a. K.  | n. a. bzw. a. K.  | n. a. bzw. a. K.  | n. a. bzw. a. K.  | n. a. bzw. a. K.  | AF                | –                 | 2                 | VF                | F                 | S                 | S                 | –                 | –                 | 2                 | –                 | AF                | –                 | 1                 | 2 / 9          | 2 / 9          |
| Moskau                       | a. K.             | a. K.             | 1                 | –                 | –                 | –                 | –                 | –                 | –                 | –                 | –                 | –                 | F                 | –                 | n. a. bzw. a. K.  | n. a. bzw. a. K.  | n. a. bzw. a. K.  | n. a. bzw. a. K.  | n. a. bzw. a. K.  | n. a. bzw. a. K.  | n. a. bzw. a. K.  | n. a. bzw. a. K.  | n. a. bzw. a. K.  | n. a. bzw. a. K.  | n. a. bzw. a. K.  | n. a. bzw. a. K.  | n. a. bzw. a. K.  | n. a. bzw. a. K.  | 0 / 2          | 0 / 2          |
| Peking                       | nicht ausgetragen | nicht ausgetragen | nicht ausgetragen | nicht ausgetragen | nicht ausgetragen | nicht ausgetragen | nicht ausgetragen | nicht ausgetragen | nicht ausgetragen | nicht ausgetragen | nicht ausgetragen | nicht ausgetragen | nicht ausgetragen | nicht ausgetragen | AF                | –                 | –                 | –                 | S                 | VF                | –                 | –                 | –                 | –                 | –                 | nicht ausgetragen | nicht ausgetragen | nicht ausgetragen | 1 / 3          | 1 / 3          |
| Wuhan                        | nicht ausgetragen | nicht ausgetragen | nicht ausgetragen | nicht ausgetragen | nicht ausgetragen | nicht ausgetragen | nicht ausgetragen | nicht ausgetragen | nicht ausgetragen | nicht ausgetragen | nicht ausgetragen | nicht ausgetragen | nicht ausgetragen | nicht ausgetragen | nicht ausgetragen | nicht ausgetragen | nicht ausgetragen | nicht ausgetragen | nicht ausgetragen | 2                 | –                 | –                 | –                 | –                 | –                 | nicht ausgetragen | nicht ausgetragen | nicht ausgetragen | 0 / 1          | 0 / 1          |
| Zürich                       | –                 | –                 | –                 | –                 | –                 | –                 | –                 | –                 | –                 | –                 | –                 | –                 | 1                 | n. a. bzw. a. K.  | n. a. bzw. a. K.  | n. a. bzw. a. K.  | n. a. bzw. a. K.  | n. a. bzw. a. K.  | n. a. bzw. a. K.  | n. a. bzw. a. K.  | n. a. bzw. a. K.  | n. a. bzw. a. K.  | n. a. bzw. a. K.  | n. a. bzw. a. K.  | n. a. bzw. a. K.  | n. a. bzw. a. K.  | n. a. bzw. a. K.  | n. a. bzw. a. K.  | 0 / 1          | 0 / 1          |
| Olympische Spiele            | n. a.             | –                 | nicht ausgetragen | nicht ausgetragen | nicht ausgetragen | –                 | nicht ausgetragen | nicht ausgetragen | nicht ausgetragen | –                 | nicht ausgetragen | nicht ausgetragen | nicht ausgetragen | VF                | nicht ausgetragen | nicht ausgetragen | nicht ausgetragen | S                 | nicht ausgetragen | nicht ausgetragen | nicht ausgetragen | AF                | nicht ausgetragen | nicht ausgetragen | nicht ausgetragen | nicht ausgetragen | –                 | n. a.             | 1 / 3          | 1 / 3          |
| Billie Jean King Cup         | –                 | –                 | –                 | –                 | S                 | –                 | –                 | –                 | F                 | –                 | –                 | –                 | HF                | –                 | –                 | –                 | –                 | PO                | PO                | –                 | PO                | –                 | –                 | F                 | –                 | HF                | HF                | –                 | 1 / 8          | 1 / 8          |
| Statistik                    | Statistik         | Statistik         | Statistik         | Statistik         | Statistik         | Statistik         | Statistik         | Statistik         | Statistik         | Statistik         | Statistik         | Statistik         | Statistik         | Statistik         | Statistik         | Statistik         | Statistik         | Statistik         | Statistik         | Statistik         | Statistik         | Statistik         | Statistik         | Statistik         | Statistik         | Statistik         | Statistik         | Statistik         | S/N            | Sieg%          |
| Turnierteilnahmen            | 1                 | 0                 | 5                 | 11                | 12                | 11                | 10                | 13                | 7                 | 12                | 10                | 4                 | 12                | 13                | 16                | 6                 | 6                 | 13                | 15                | 16                | 11                | 8                 | 2                 | 7                 | 8                 | 6                 | 6                 | 4                 | Gesamt: 245    | Gesamt: 245    |
| Erreichte Finals             | 0                 | 0                 | 0                 | 0                 | 6                 | 5                 | 4                 | 10                | 5                 | 5                 | 1                 | 0                 | 3                 | 5                 | 4                 | 3                 | 3                 | 7                 | 13                | 7                 | 5                 | 5                 | 1                 | 1                 | 3                 | 1                 | 0                 | 0                 | Gesamt: 97     | Gesamt: 97     |
| Gewonnene Titel              | 0                 | 0                 | 0                 | 0                 | 5                 | 3                 | 3                 | 8                 | 4                 | 2                 | 1                 | 0                 | 2                 | 4                 | 3                 | 2                 | 2                 | 7                 | 11                | 7                 | 5                 | 2                 | 1                 | 0                 | 0                 | 1                 | 0                 | 0                 | Gesamt: 73     | Gesamt: 73     |
| Hartplatz-Siege/-Niederlagen | 0:1               | 0:0               | 2:2               | 19:7              | 29:4              | 25:5              | 27:5              | 28:3              | 15:0              | 23:5              | 16:4              | 12:4              | 22:4              | 27:5              | 39:8              | 10:1              | 18:1              | 28:3              | 47:3              | 41:5              | 30:2              | 20:5              | 8:1               | 9:5               | 16:4              | 16:5              | 8:1               | 3:3               | 538:96         | 85 %           |
| Sand-Siege/-Niederlagen      | 0:0               | 0:0               | 0:0               | 6:2               | 7:3               | 0:1               | 4:1               | 17:2              | 12:3              | 10:3              | 2:2               | 0:0               | 6:3               | 11:2              | 4:4               | 8:3               | 0:0               | 17:1              | 28:0              | 9:2               | 16:1              | 11:1              | 0:0               | 3:0               | 3:1               | 1:0               | 4:3               | 0:0               | 179:38         | 82 %           |
| Rasen-Siege/-Niederlagen     | 0:0               | 0:0               | 0:0               | 4:2               | 0:0               | 5:1               | 4:1               | 7:0               | 7:0               | 6:1               | 2:1               | 0:0               | 4:1               | 6:1               | 7:0               | 7:0               | 4:2               | 13:0              | 3:1               | 2:1               | 7:0               | 7:0               | 0:0               | 6:1               | 6:1               | 0:0               | 0:1               | 0:1               | 107:16         | 87 %           |
| Teppich-Siege/-Niederlagen   | 0:0               | 0:0               | 7:3               | 0:0               | 5:0               | 7:1               | 3:0               | 4:0               | 4:0               | 0:0               | 1:0               | 0:0               | 3:2               | 0:0               | 0:0               | 0:0               | 0:0               | 0:0               | 0:0               | 0:0               | 0:0               | 0:0               | 0:0               | 0:0               | 0:0               | 0:0               | 0:0               | 0:0               | 34:6           | 85 %           |
| Gesamt-Siege/-Niederlagen    | 0:1               | 0:0               | 9:5               | 29:11             | 41:7              | 37:8              | 38:7              | 56:5              | 38:3              | 39:9              | 21:7              | 12:4              | 35:10             | 44:8              | 50:12             | 25:4              | 22:3              | 58:4              | 78:4              | 52:8              | 53:3              | 38:6              | 8:1               | 18:6              | 25:6              | 17:5              | 12:5              | 3:4               | 858:156        | 85 %           |
| Sieg%                        | 0 %               | –                 | 64 %              | 73 %              | 85 %              | 82 %              | 84 %              | 92 %              | 93 %              | 81 %              | 75 %              | 75 %              | 78 %              | 85 %              | 81 %              | 86 %              | 88 %              | 94 %              | 95 %              | 87 %              | 95 %              | 86 %              | 89 %              | 75 %              | 81 %              | 77 %              | 71 %              | 43 %              | Gesamt:        | 85 %           |
| Jahresendposition            | –                 | –                 | 99                | 20                | 4                 | 6                 | 6                 | 1                 | 3                 | 7                 | 11                | 95                | 7                 | 2                 | 1                 | 4                 | 12                | 3                 | 1                 | 1                 | 1                 | 2                 | 22                | 16                | 10                | 11                | 41                | –                 | N/A            | N/A            |

Zeichenerklärung: S = Turniersieg; F, HF, VF, AF = Einzug ins Finale / Halbfinale / Viertelfinale / Achtelfinale; 1, 2, 3 = Ausscheiden in der 1. / 2. / 3. Hauptrunde; RR = Round Robin (Gruppenphase); n. a. = nicht ausgetragen; a. K. = andere Kategorie; PO (Playoff) = Auf- und Abstiegsrunde im Billie Jean King Cup; K1, K2, K3 = Teilnahme in der Kontinentalgruppe I, II, III im Billie Jean King Cup.
Anmerkung: Diese Statistik berücksichtigt alle Ergebnisse im Einzel, so wie es auf der WTA-Seite steht. Dargestellt sind nur WTA-Turniere der Kategorie Tier I (bis 2008), die WTA-Turniere der Kategorien Premier Mandatory und Premier 5 (2009–2020) bzw. die WTA-Turniere der Kategorie 1000 (seit 2021).

### Doppel
| Turnier         | 1997 | 1998 | 1999 | 2000 | 2001 | 2002 | 2003 | 2004 | 2005 | 2006 | 2007 | 2008 | 2009 | 2010 | 2011 | 2012 | 2013 | 2014 | 2015 | 2016 | 2017 | 2018 | 2019 | 2020 | 2021 | 2022 | Karriere |
| --------------- | ---- | ---- | ---- | ---- | ---- | ---- | ---- | ---- | ---- | ---- | ---- | ---- | ---- | ---- | ---- | ---- | ---- | ---- | ---- | ---- | ---- | ---- | ---- | ---- | ---- | ---- | -------- |
| Australian Open | —    | AF   | HF   | —    | S    | —    | S    | —    | —    | —    | —    | VF   | S    | S    | —    | —    | VF   | —    | —    | —    | —    | —    | —    | —    | —    | —    | S        |
| French Open     | —    | —    | S    | —    | —    | —    | —    | —    | —    | —    | —    | —    | AF   | S    | —    | —    | 1    | —    | —    | AF   | —    | AF   | —    | —    | —    | —    | S        |
| Wimbledon       | —    | 1    | —    | S    | AF   | S    | AF   | —    | —    | —    | 2    | S    | S    | VF   | —    | S    | —    | 2    | —    | S    | —    | —    | —    |      | —    | —    | S        |
| US Open         | 1    | —    | S    | HF   | AF   | —    | —    | —    | —    | —    | —    | —    | S    | —    | —    | AF   | HF   | VF   | —    | —    | —    | —    | —    | —    | —    | 1    | S        |

### Mixed
| Turnier         | 1998 | 1999 | 2000 | 2001 | 2002 | 2003 | 2004 | 2005 | 2006 | 2007 | 2008 | 2009 | 2010 | 2011 | 2012 | 2013 | 2014 | 2015 | 2016 | 2017 | 2018 | 2019 | Karriere |
| --------------- | ---- | ---- | ---- | ---- | ---- | ---- | ---- | ---- | ---- | ---- | ---- | ---- | ---- | ---- | ---- | ---- | ---- | ---- | ---- | ---- | ---- | ---- | -------- |
| Australian Open | 1    | F    | —    | —    | —    | —    | —    | —    | —    | —    | —    | —    | —    | —    | —    | —    | —    | —    | —    | —    | —    | —    | F        |
| French Open     | F    | —    | —    | —    | —    | —    | —    | —    | —    | —    | —    | —    | —    | —    | 1    | —    | —    | —    | —    | —    | —    | —    | F        |
| Wimbledon       | S    | —    | —    | —    | —    | —    | —    | —    | —    | —    | —    | —    | —    | —    | —    | —    | —    | —    | —    | —    | —    | AF   | S        |
| US Open         | S    | —    | —    | —    | —    | —    | —    | —    | —    | —    | —    | —    | —    | —    | —    | —    | —    | —    | —    | —    | —    | —    | S        |

## Weltranglistenposition am Jahresende
| Jahr   | 1997 | 1998 | 1999 | 2000 | 2001 | 2002 | 2003 | 2004 | 2005 | 2006 | 2007 | 2008 | 2009 | 2010 | 2011 | 2012 | 2013 | 2014 | 2015 | 2016 | 2017 | 2018 | 2019 | 2020 |
| ------ | ---- | ---- | ---- | ---- | ---- | ---- | ---- | ---- | ---- | ---- | ---- | ---- | ---- | ---- | ---- | ---- | ---- | ---- | ---- | ---- | ---- | ---- | ---- | ---- |
| Einzel | 99   | 20   | 4    | 6    | 6    | 1    | 3    | 7    | 11   | 95   | 7    | 2    | 1    | 4    | 12   | 3    | 1    | 1    | 1    | 2    | 22   | 16   | 10   | 10   |
| Doppel | 121  | 36   | 10   | 54   | 54   | 25   | –    | –    | –    | –    | –    | 28   | 3    | 11   | –    | 31   | 63   | 131  | –    | 31   | –    | 292  | 281  | 364  |

## Auszeichnungen
- 7× WTA "Player Of The Year" – 2002, 2008, 2009, 2012, 2013, 2014, 2015[3]
- 6× ITF "World Champion" – 2002, 2009, 2012, 2013, 2014 und 2015[2]
- 5× AP "Athlete of the Year" – 2002, 2009, 2013, 2015, 2018
- 3× L’Équipe "Weltsportlerin des Jahres („Championne des championnes monde“)" – 2012, 2013, 2015
- 4× Laureus "Weltsportlerin des Jahres" – 2003, 2010, 2016, 2018
- 2× La Gazzetta dello Sport „Weltsportlerin des Jahres“ – 2002, 2013
- 2× WTA "Doubles Team Of The Year" – 2000, 2009 (beide Male mit Schwester Venus Williams)[3]
- SI "Sportler des Jahres" – 2015[27]
- WTA "Newcomer Of The Year" – 1998[3]
- WTA "Most Improved Player Of The Year" – 1999[3]
- WTA "Comeback Of The Year" – 2004[3]
- ESPY Awards (1): Best Female Tennis Player – 2019[28]
- Prinzessin-von-Asturien-Preis in der Kategorie "Sport" – 2025[29]

## Persönliches
Serena Williams hat vier Schwestern: Yetunde Havanya Tara Price (Tunde, † 14. September 2003), Venus (V), Lyndrea (Lyn) und Isha. Sie gehört zu den prominenten Mitgliedern der Zeugen Jehovas.
Am 29. Dezember 2016 wurde bekannt, dass sie sich mit Alexis Ohanian, einem der Gründer von reddit, verlobt hat. Am 19. April 2017 gab sie bekannt, schwanger zu sein und im Herbst ihr erstes Kind zu bekommen. Das Mädchen wurde am 1. September 2017 im Krankenhaus von West Palm Beach geboren.
Am 16. November 2017 hat das Paar in New Orleans geheiratet. Im August 2023 wurde ihr zweites Kind geboren.
Williams ist Veganerin und führt ihren Erfolg auf diese Ernährungsweise zurück.

## Musik
Serena und ihre Schwester Venus tauchen in den Texten mehrerer Lieder von bekannten Sängern auf, so z. B. bei My Chick Bad von Ludacris (bei 0:45), Drakes Worst Behavior (Serena bei 3:05), Dreams von The Game (ab 4:10), Wyclef Jeans Venus (I'm Ready), Chris Browns All I Need by (Serena bei 3:22), Snoop Doggs Signs (Venus & Serena bei 2:27), Wiz Khalifa Whole Thang (Venus & Serena bei 1:47) und DJ Dramas So Many Girls (Venus & Serena bei 1:20). Serena Williams selbst soll ebenfalls rappen.

## Sonstiges
Im Frühjahr 1998 äußerten Serena und Venus Williams, dass sie  jeden Mann außerhalb der Top 200 schlagen könnten. Der deutsche Tennisspieler Karsten Braasch, der zu diesem Zeitpunkt die Nummer 203 der Welt war, forderte die beiden heraus. Während der Australian Open 1998 spielten sie außerhalb des Wettkampfes und Braasch schlug die beiden Schwestern mit 6:1 bzw. 6:2. Während der Seitenwechsel griff Braasch zur Zigarette und nach den Spielen gab er an, dass er sich mit Golf und einigen Gläsern Radler auf das Duell vorbereitet hatte und dass die Runde Golf am Morgen vor den Spielen anstrengender war. Diese Spiele gelten als Beispiele der „Battle of the Sexes“.
In der 2015 erschienenen Science-Fiction-Komödie Pixels spielte Williams sich selbst in einer Nebenrolle. Auch in Glass Onion: A Knives Out Mystery aus dem Jahr 2022 hat sie einen Cameo.
Bei der Eröffnungsfeier der Olympischen Spiele 2024 in Paris gehörte Williams zu den Trägern der olympischen Fackel.